# Seznam malířů
Toto je seznam některých významnějších malířů.

## A
- Dirk van der Aa, (1731–1809)
- Hans von Aachen, (1552–1615)
- Nicolò dell'Abate, (1512–1571)
- Edwin Austin Abbey, (1852–1911)

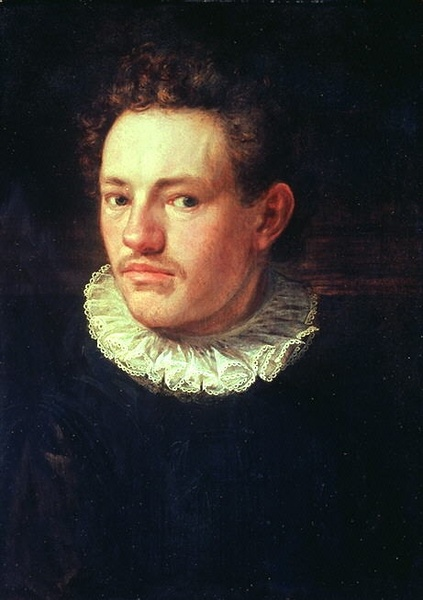
Hans von Aachen

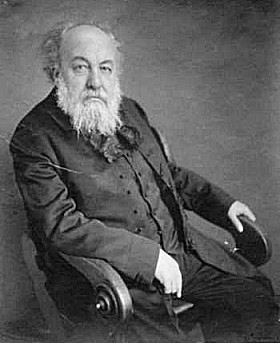
Mikoláš Aleš

- Nikolaj Abraham Abildgaard, (1744–1809)
- Nikolaj Grigorjevič Abutkov, (1833–1859)
- Bernard Accama, (1697–1756)
- Willem van Aelst, (1627–1683)
- Pieter Aertsen, (1508–1575)
- Jacques-Laurent Agasse, (1767–1848)
- Christoph Ludwig Agricola, (1667–1719)
- Andreas Achenbach, (1815–1910)
- Oswald Achenbach, (1827–1905)
- Ivan Ajvazovskij, (1817–1900)
- Tadeusz Ajdukiewicz, (1852–1916)
- Josef Albers, (1888–1976)
- Mariotto Albertinelli, (1474–1515)
- Kazimierz Alchimowicz, (1840–1916)
- Pierre Alechinsky, (* 1927)
- Fedor Alekseev, (1753–1824)
- Mikoláš Aleš, (1852–1913)
- Else Alfelt, (1910–1974)
- Alessandro Algardi, (1595–1654)
- David Allan, (1744–1796)
- Alessandro Allori (Alessandro di Cristofano di Lorenzo del Bronzino Allori), 1535–1607)
- Cristofano Allori, (1577–1621)
- Washington Allston, (1779–1843)
- Lawrence Alma-Tadema, (1836–1912)
- Charles Alston, (1907–1977)
- Albrecht Altdorfer, (1480–1538)
- Altichiero, (1320–1395)
- Friedrich von Amerling, (1803–1887)
- Christoph Amberger, (1505–1562)
- Jacopo Amigoni, (1685–1752)
- Anna Ancher, (1859–1935)
- Michael Peter Ancher, (1849–1927)
- Carl Andre, (* 1935)
- Sofonisba Anguissola, (1532–1625)
- Jitka Anlaufová, (* 1962)
- Richard Anuszkiewicz, (1930–2020)
- Zvest Apollonio, (* 1935)
- Andrea Appiani, (1754–1817)
- Karel Appel, (1921–2006)
- Giuseppe Arcimboldo, (1527–1593)
- Jean Arp, (1886–1966)
- John James Audubon, (1785–1851)
- Jean-Michel Atlan, (1913–1960)
- Frank Auerbach, (* 1931)
- Hendrick Avercamp, (1585–1634)
- Milton Avery, (1885–1965)

## B
- Marcello Bacciarelli, (1731–1818)
- William Jacob Baer, (1860–1941)
- Albert Baertsoen, (1867–1922)
- Ludolf Bakhuizen, (1631–1708)
- Hans Baldung, (1484–1545)
- Vincenzo Balsamo, (* 1935)

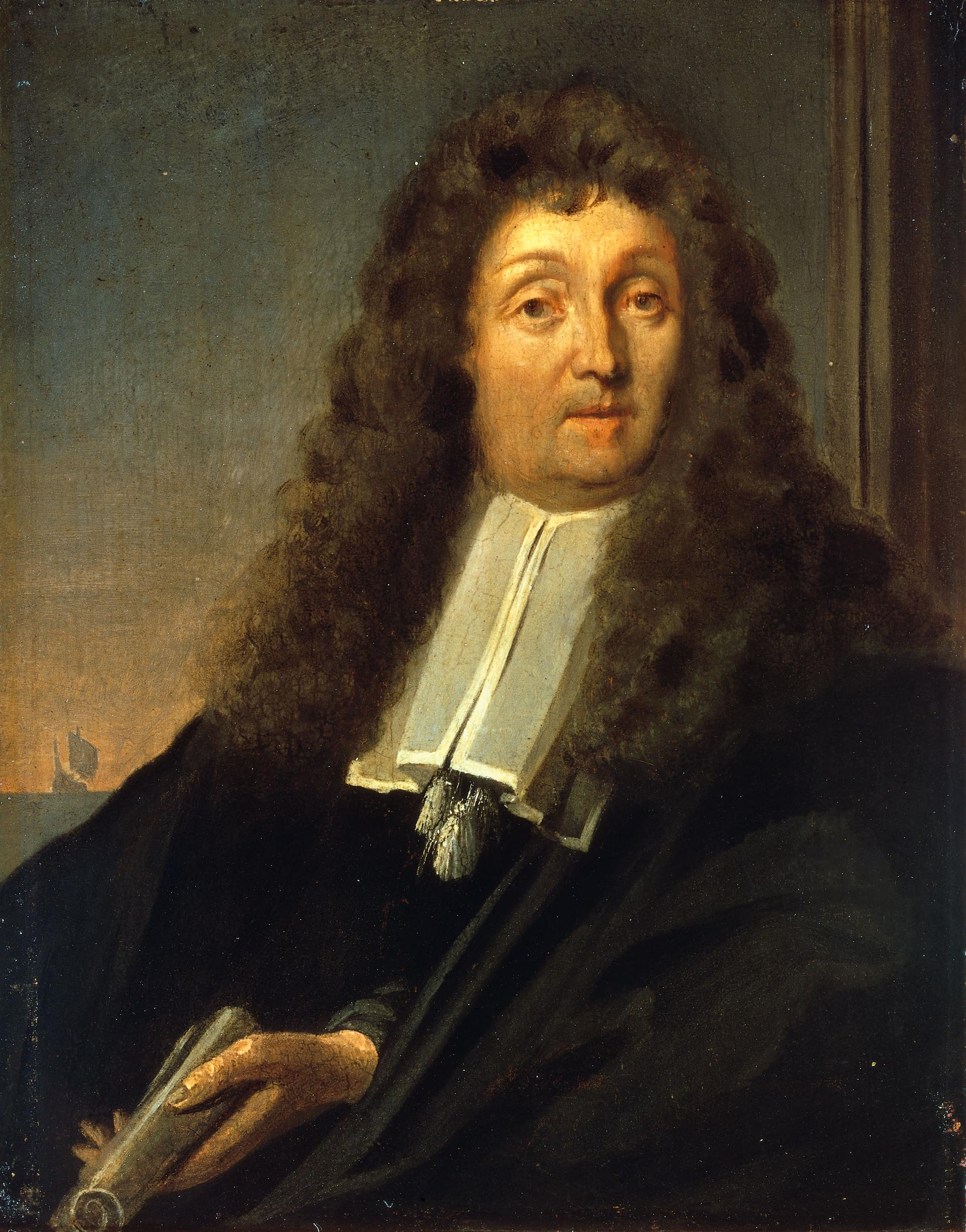
Ludolf Bakhuizen

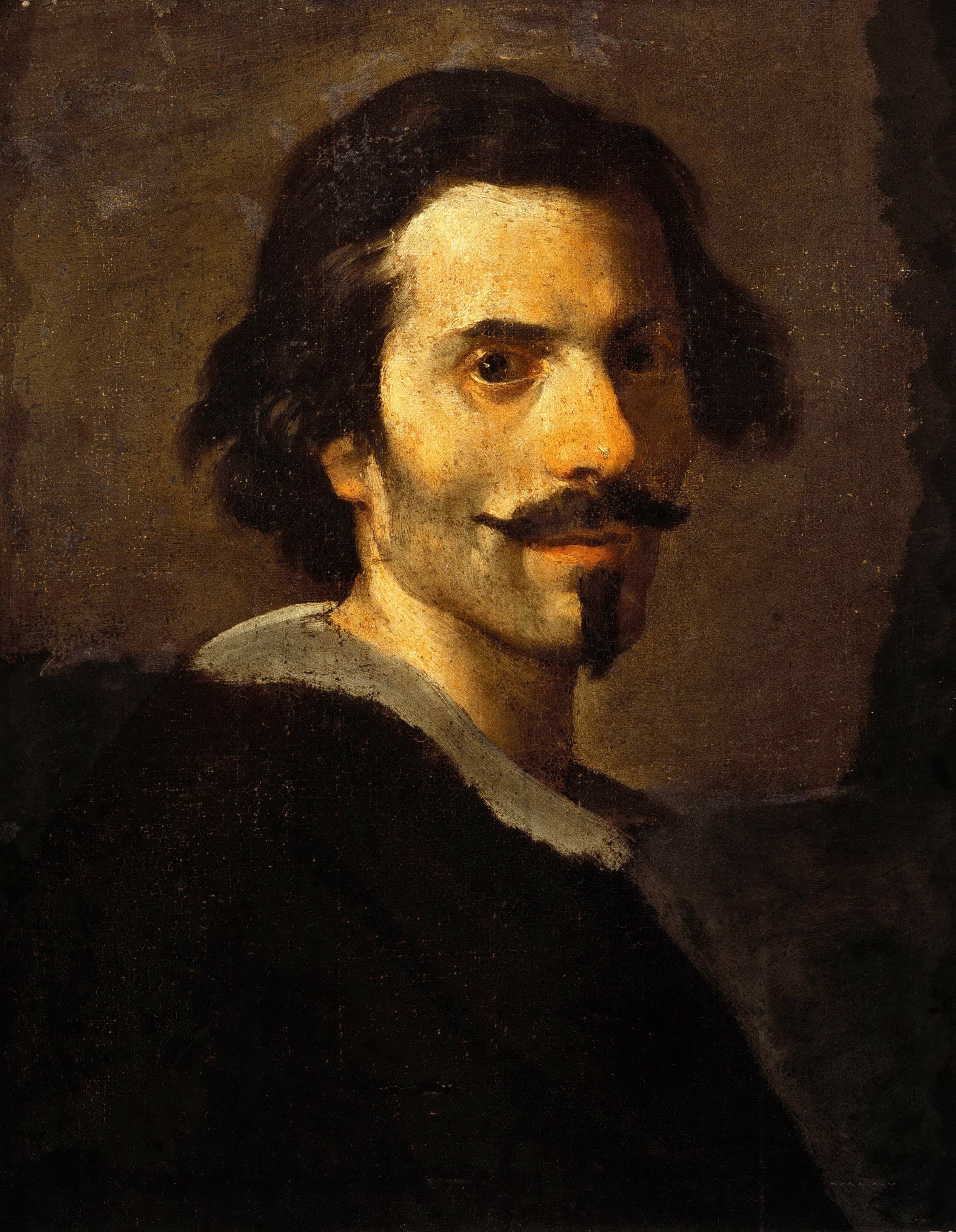
Gian Lorenzo Bernini

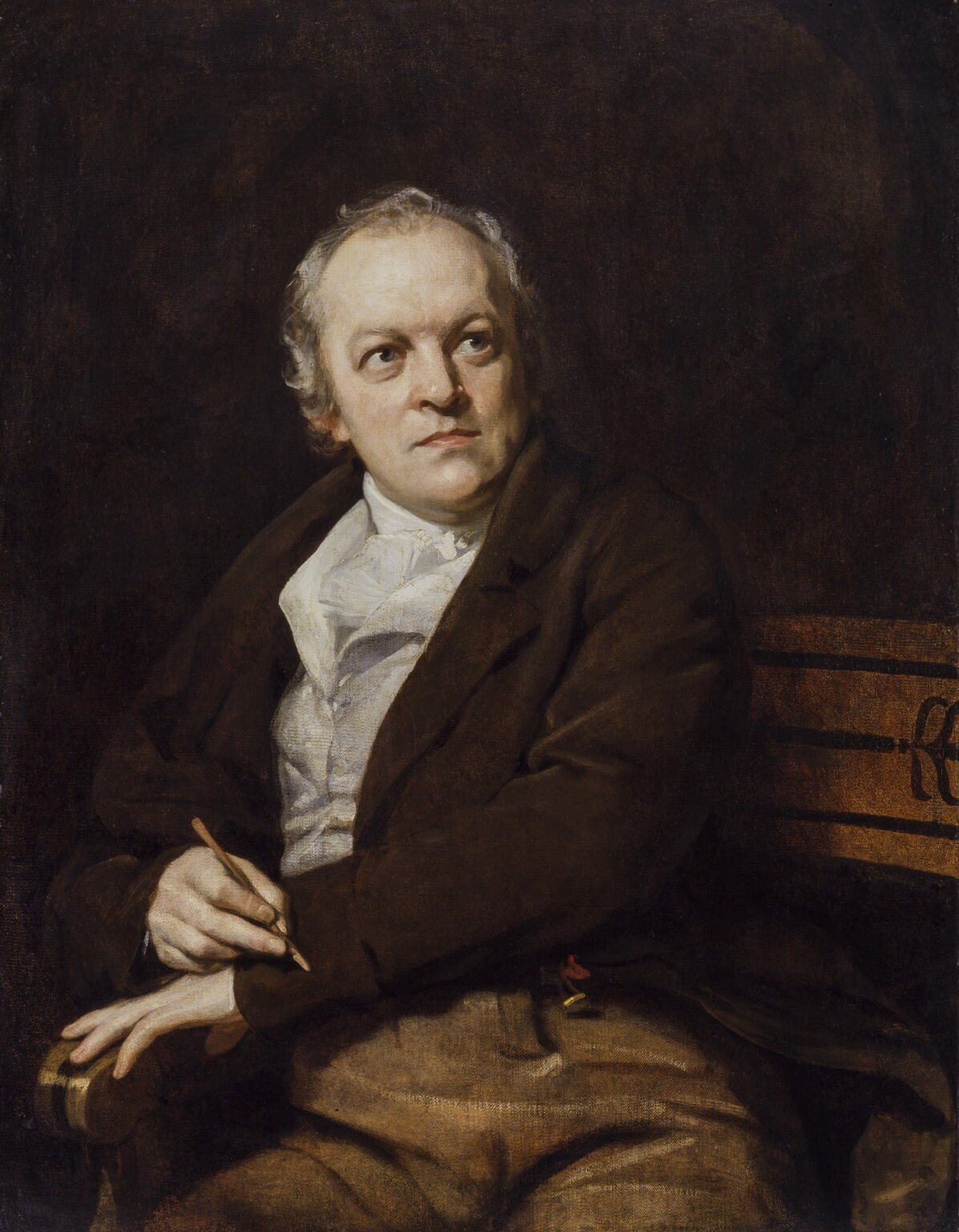
William Blake

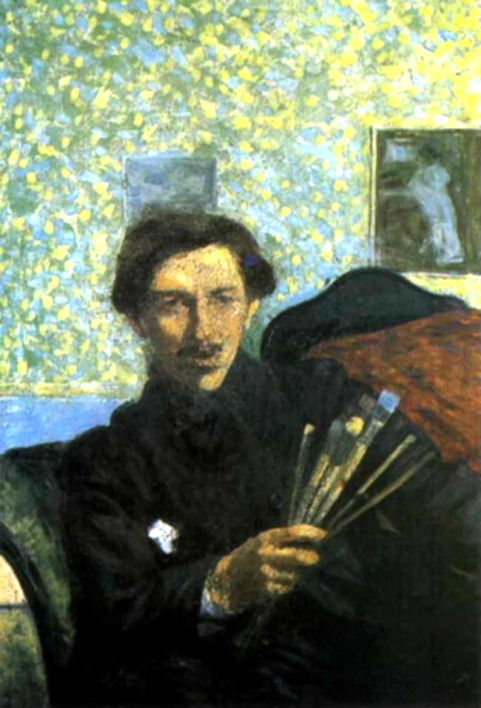
Umberto Boccioni

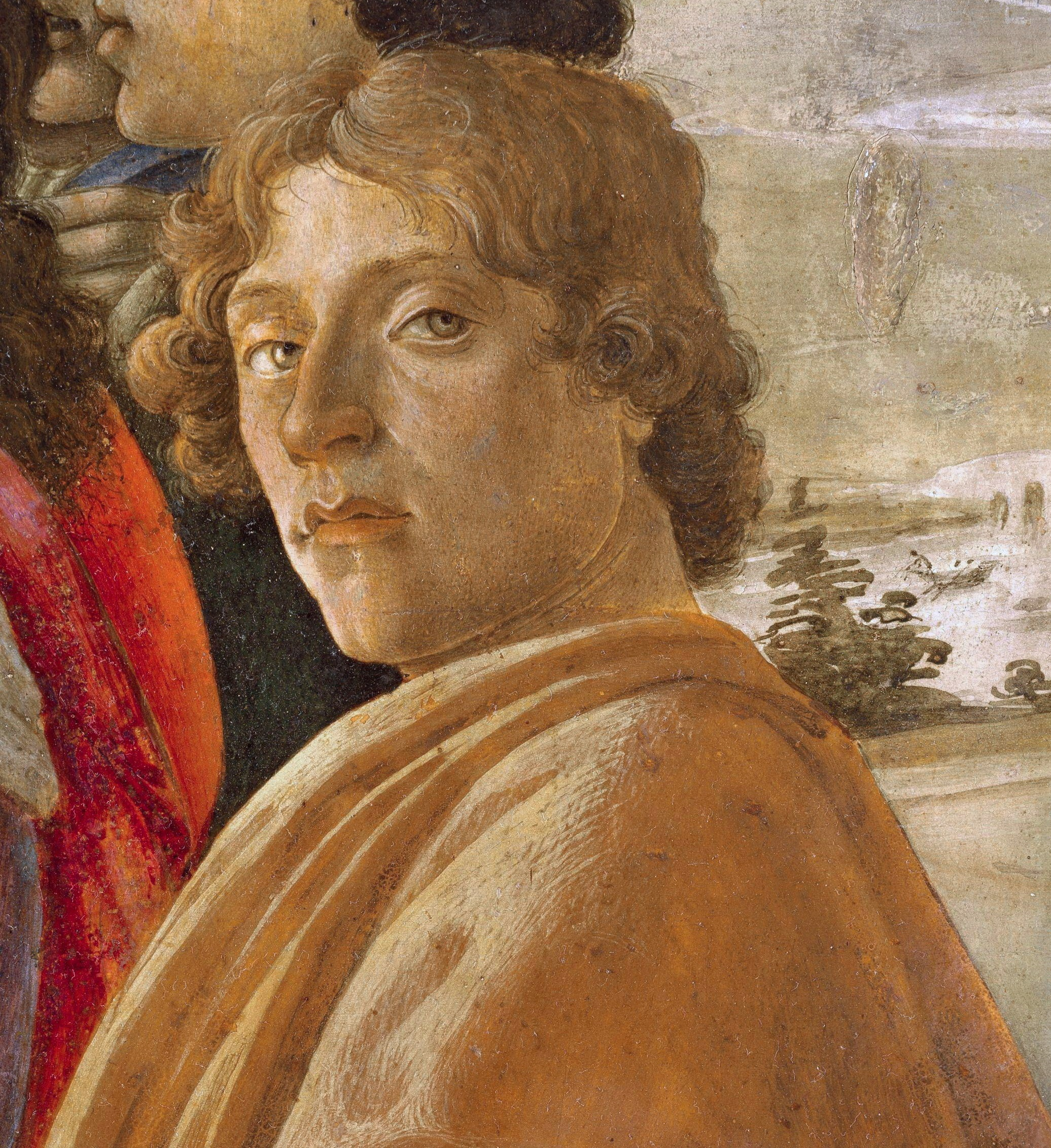
Sandro Botticelli

- Balthus, (Hrabě Balthasas Klossowski de Rola), (1908–2001)
- Edward Mitchell Bannister, (1828–1901)
- Vladimir Baranoff-Rossine, (1888–1944)
- Giovanni Francesco Barbieri (řečený Il Guercino), (1591–1666)
- Ernie Barnes, (* 1938)
- Hans von Bartels, (1856–1913)
- Richmond Barthe, (1901–1990)
- Fra Bartolomeo, (1474–1517)
- Francesco Bartolozzi, (1728–1815)
- Georg Baselitz, (* 1938)
- Jean-Michel Basquiat, (1960–1988)
- Francesco Bassano mladší, (1549–1592)
- Jacopo Bassano, (c. 1510–1592)
- Leandro Bassano, (1557–1622)
- Marija Baškircevová, (1860–1884)
- Robert Bateman, (* 1930)
- Pompeo Girolamo Batoni, (1708–1787)
- Alessandro Battaglia, (1870–1940)
- Frédéric Bazille, (1841–1870)
- Romare Bearden, (1914–1988)
- Beato Angelico (také Fra Angelico, pravé jméno: Giovanni da Fiesole), (1387–1445)
- Cecilia Beaux, (1855–1942)
- Robert Bechtle, (* 1932)
- Jasmine Becket-Griffith
- Max Beckmann, (1884–1950)
- Giovanni Bellini, (1430–1516)
- Gentile Bellini, (1429–1507)
- Jacopo Bellini, (1400–1470)
- Vanessa Bell, (1879–1961)
- Bernardo Bellotto, (1720 nebo 1721–1780)
- George Wesley Bellows, (1882–1925)
- Ludwig Bemelmans, (1898–1962)
- Wilhelm Bendz, (1804–1832)
- Marie-Guillemine Benoist, (1768–1826)
- Frank Weston Benson, (1862–1951)
- Zdeněk Beran, (* 1937)
- Jean Bérain, (1637–1711)
- Emerik Bernard, (* 1927)
- Janez Bernik, (* 1933–2016)
- Gian Lorenzo Bernini, (1598–1680)
- Albert Bertelsen, (* 1921)
- Jen Besemer, (* 1970)
- Luca Bestetti (* 1964)
- Elsa Beskow, (1874–1953)
- Joseph Beuys, (1921–1986)
- Anthoni Beys, (1530–1593)
- Gerardo Bianchi, (1845–1922)
- Mosè Bianchi, (1840–1899)
- George Biddle, (1885–1973)
- Albert Bierstadt, (1830–1902)
- Anna Bilinska-Bohdanowiczowa, (1857–1893)
- Ejler Bille, (* 1910–2004)
- Henry Billings, (1901–1987)
- George Caleb Bingham, (1811–1879)
- Wilhelm Bissen, (1836–1913)
- William Blake, (1757–1827)
- Ralph Albert Blakelock, (1847–1919)
- Arnold Blanch, (1896–1968)
- Izaak van den Blocke, (1572–1626)
- Carl Bloch, (1834–1890)
- Peter Blume, (1906–1992)
- David G. Blythe, (1815–1865)
- Lars Bo, (1924–1999)
- Umberto Boccioni, (1882–1916)
- Arnold Böcklin, (1827–1901)
- Karl Bodmer, (1809–1893)
- Hugo Boettinger, (1880–1934)
- Krzysztof Boguszewski, (?–1635)
- Kees van Bohemen, (1928–1986)
- Aaron Bohrod, (1907–1992)
- David Bomberg, (1890–1957)
- Augusto Bompiani, (1852–1930)
- Carlo Ludovico Bompiani, (1902–1972)
- Clelia Bompiani, (1848–1927)
- Roberto Bompiani, (1821–1908)
- Rosa Bonheur, (1822–1899)
- Richard Parkes Bonington, (1802–1828)
- Pierre Bonnard, (1867–1947)
- Francesco Bonsignori, (1460–1519)
- Bogdan Borčić, (* 1982)
- Paul-Émile Borduas, (1905–1960)
- Adolf Born, (* 1930)
- Hieronymus Bosch, (1460–1518)
- Ambrosius Bosschaert, (1573–1612)
- Fernando Botero, (* 1932)
- Sandro Botticelli, (1445–1510)
- François Boucher, (1703–1770)
- Cyril Bouda, (1901–1984)
- Eugène Boudin, (1824–1898)
- William-Adolphe Bouguereau, (1825–1905)
- P. Rostrup Bøyesen, (1882–1952)
- Olga Boznańska, (1865–1940)
- Louis Bouché, (1896–1969)
- Cyril Bouda, (1901–1984)
- Robert Brackman, (1898–1980)
- Bramante, (1444–1514)
- Petr Brandl, (1668 1735)
- Jozef Brandt, (1841–1915)
- Zdenka Braunerová, (1858–1934)
- Carl Fredrik von Breda, (1759–1818)
- Breyten Breytenbach, (* 1939)
- Pierre Brissaud, (1885–1964)
- Louis le Brocquy, (1916–2012)
- Ann Brockman, (1899–1493)
- Antoni Brodowski, (1784–1832)
- Agnolo Bronzino, (1503–1572)
- Alexander Brook, (1898–1980)
- Bertram Brooker, (1888–1955)
- Cecily Brown, (* 1969)
- Ford Madox Brown, (1821–1893)
- Rush Brown, (* 1948)
- Václav Brožík, (1851–1901)
- Jan Brueghel mladší, (1601–1678)
- Jan Brueghel starší, (1568–1625)
- Pieter Brueghel mladší, (1564–1638)
- Pieter Brueghel, (1525–1569)
- Tadeusz Brzozowski, (1918–1987)
- Bernard Buffet, (1928–1999)
- Charles Ephraim Burchfield, (1893–1967)
- Zdeněk Burian, (1905–1981)
- William Partridge Burpee, (1846–1940)
- Giovanni Maria Butteri, (1540–1606)
- John Byrne, (* 1950)

## C
- Alexandre Cabanel, (1823–1889)
- Alexander Calder, (1898–1976)
- Gustave Caillebotte, (1848–1894)
- Jacques Callot, (1592–1635)
- Jan Valerián Callot, (1673–1713)

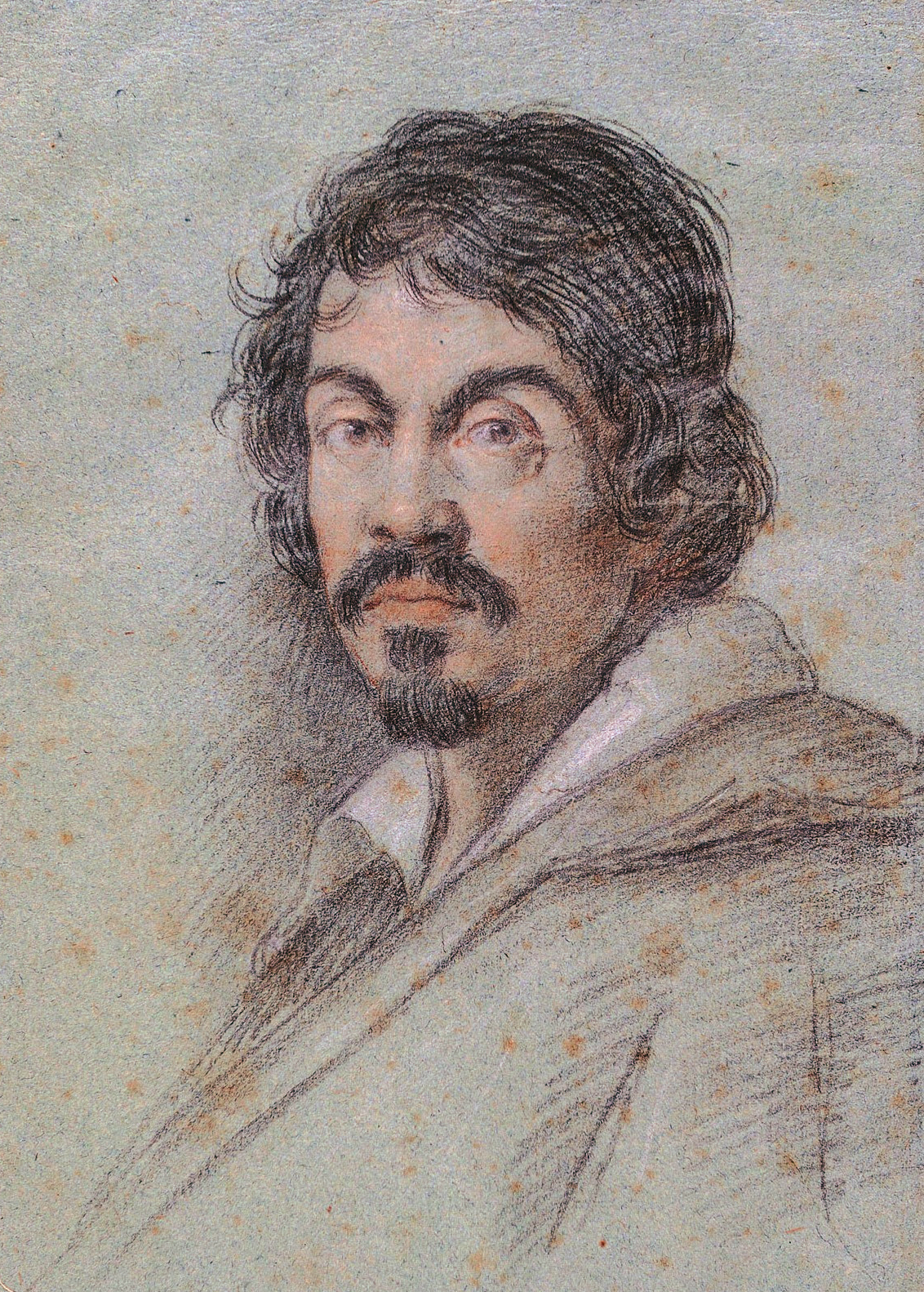
Caravaggio

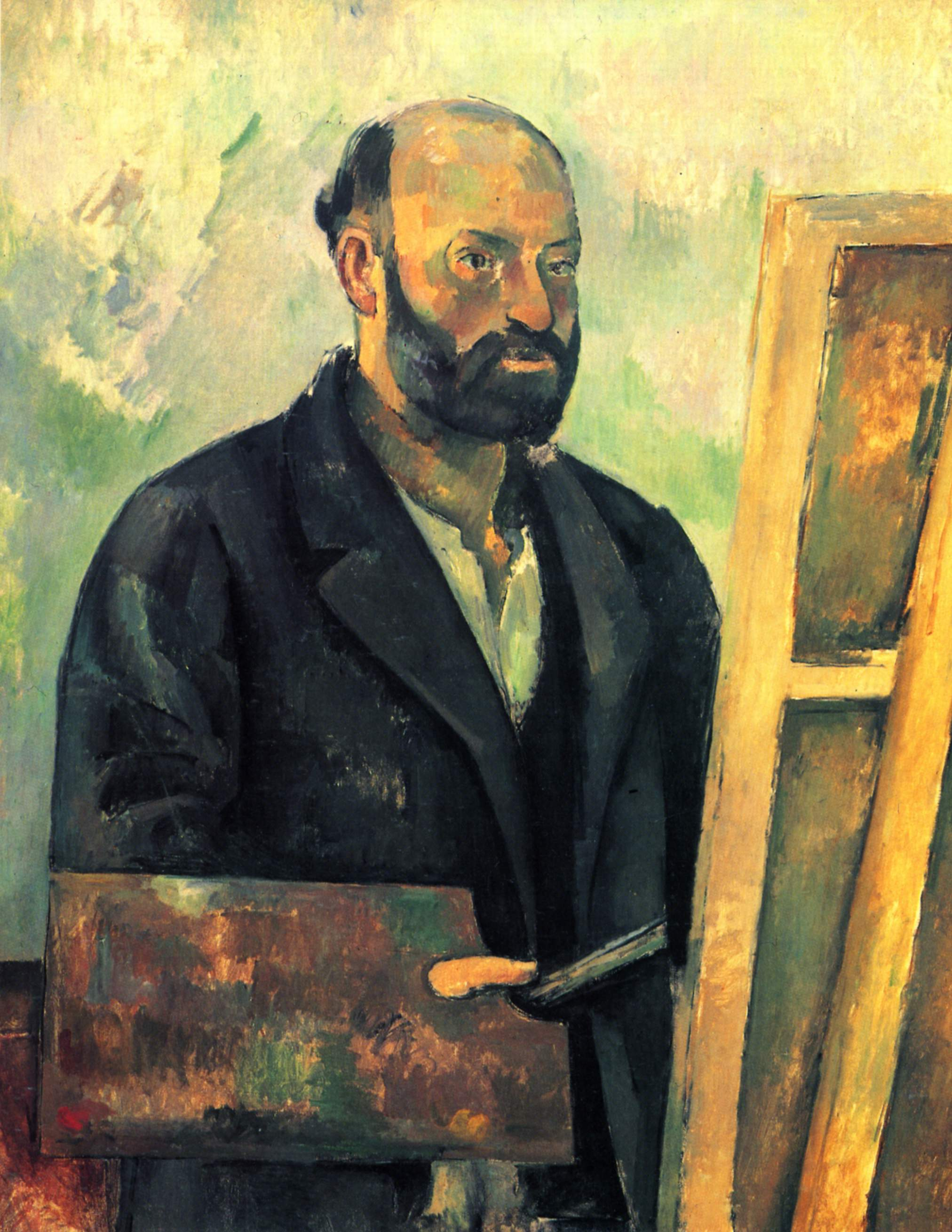
Paul Cézanne

- Canaletto (pravé jméno: Giovanni Antonio Canal), (1697–1768)
- Caravaggio (pravé jmno: Michelangelo Merisi), (1573–1610)
- Ivan Cargo, (1898–1958)
- John Fabian Carlson, (1875–1945)
- Angelo Caroselli, (1585–1652)
- Vittore Carpaccio, (1460–1525)
- Emily Carr, (1871–1945)
- Carlo Carrà, (1881–1966)
- Annibale Carracci, (1557–1602)
- Agostino Carracci, (1560–1609)
- Ludovico Carracci, (1555–1619)
- Mary Cassatt, (1844–1926)
- Alfred Joseph Casson, (1898–1992)
- Filippo Castelli, (1859–1932)
- Andrea del Castagno, (1390–1457)
- Charles Catton starší, (1728–1798)
- Cazasoles, (* 1952)
- Avgust Cernigoj, (1898–1985)
- Bartolomeo Cesi, (1556–1629)
- Paul Cézanne, (1839–1906)
- Tomasz Ciecierski, (* 1945)
- Cimabue, (1240–1302)
- Joze Ciuha, (* 1924)
- Franz Cizek, (1865–1946)
- François Clouet, (asi 1510–1572)
- Charles Codman, (1800–1842)
- Thomas Cole, (1801–1948)
- John Collier, (1850–1934)
- Jean Colombe, (1430–1493)
- John Constable, (1776–1837)
- D.D. Coombs, (1850–1938)
- John Singleton Copley, (1737–1815)
- Lovis Corinth, (1858–1925)
- Joseph Cornell, (1903–1972)
- Jean-Baptiste Camille Corot, (1796–1879)
- Thomas Cornell, (* 1937)
- Correggio, (1489–1534)
- Rossella Cosentino
- Pierre Auguste Cot, (1837–1883)
- Francis Cotes, (1726–1770)
- Gustave Courbet, (1819–1877)
- Thomas Couture, (1815–1879)
- Jean Crotti, (1878–1958)
- Thomas Crotty, (* 1954)
- Aelbert Cuyp, (1620–1691)
- Boleslaw Cybis, (1895–1957)
- Jan Cybis, (1897–1972)
- Cydney, (1909–?)
- Wladyslaw Czachorski, (1850–1911)
- Jozef Czapski, (1896–1993)
- Marcin Czarny, (?–1509)
- Szymon Czechowicz, (1689–1775)
- Tytus Czyzewski, (1880–1945)

## Č
- Josef Čapek, (1887–1945)
- Jaroslav Čermák, (1830–1878)
- Jaroslav Černý, (1904–1984)
- Roman Čerych, (* 1973)
- Jiří Černý, (* 1959)

## D
- Pietro Da Cortona, (1596–1669)
- Richard Dadd, (1817–1866)
- Michael Dahl, (1659–1743)
- Christen Dalgaard, (1824–1907)
- Salvador Dalí, (1904–1989)

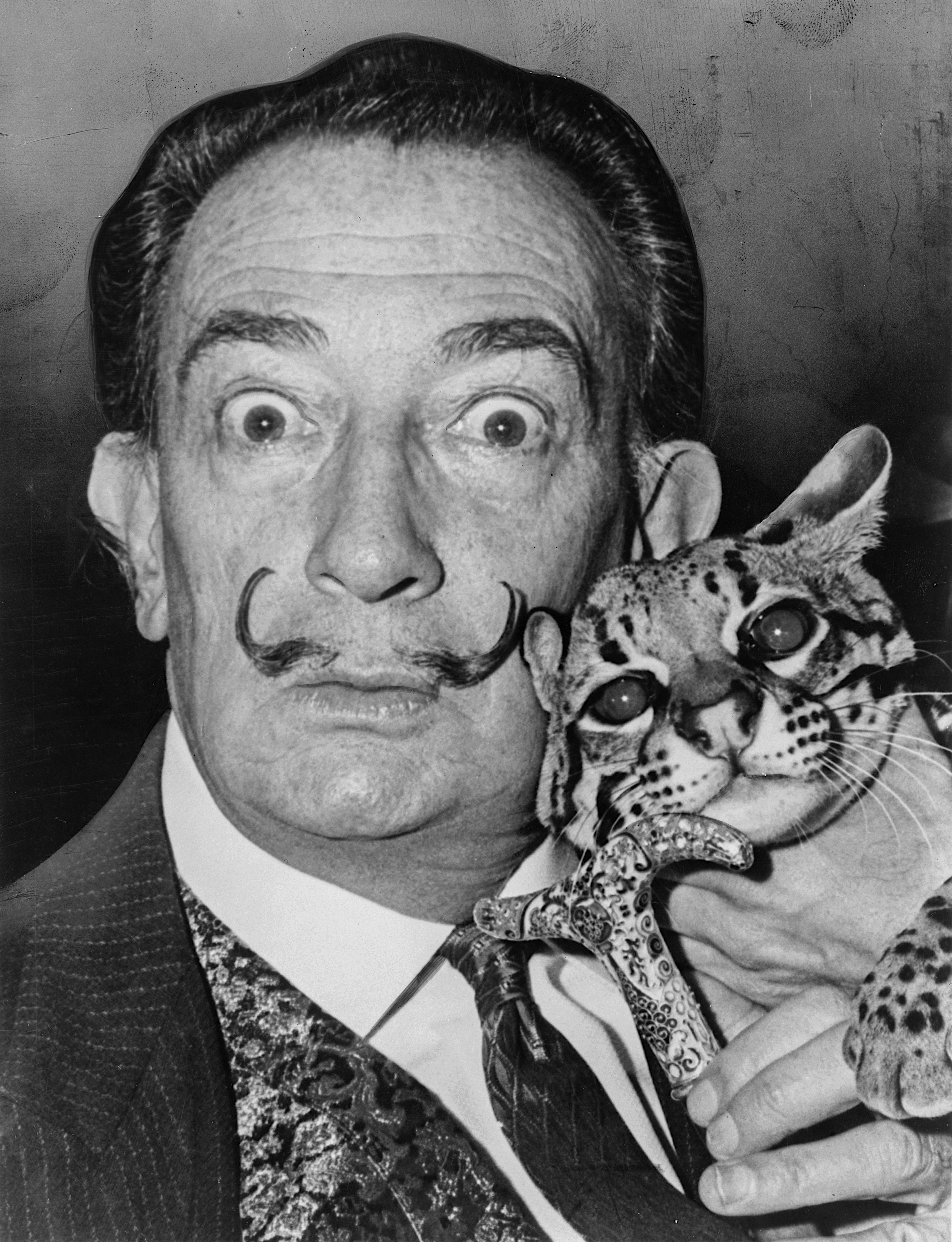
Salvador Dalí

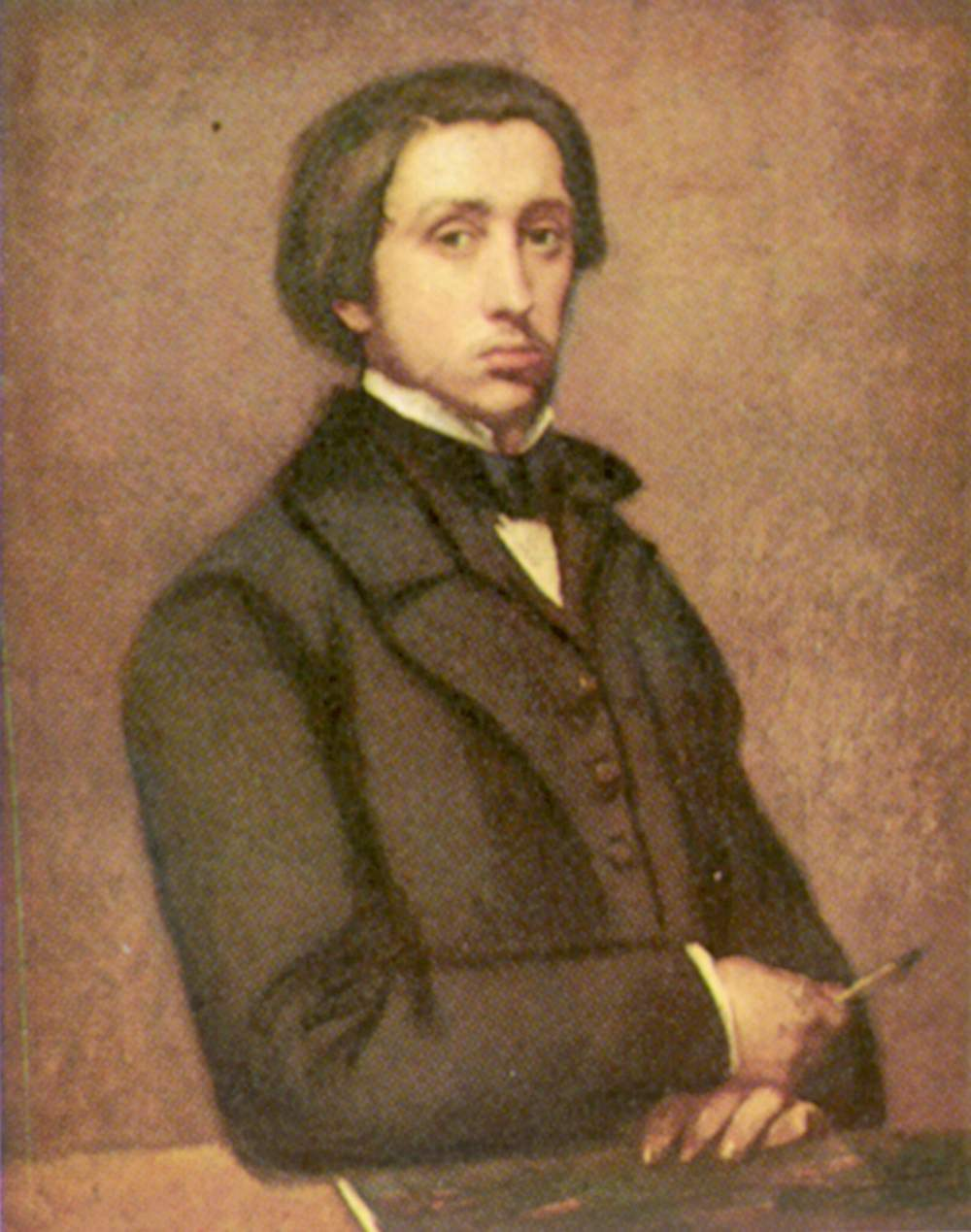
Edgar Degas

Albrecht Dürer

- Charles-François Daubigny, (1817–1878)
- Honore Daumier, (1808–1879)
- Gerard David, (1450–1523)
- Jacques-Louis David, (1748–1825)
- Stuart Davis, (1894–1954)
- Pierre Puvis de Chavannes, (1824–1898)
- Giorgio De Chirico, (1888–1978)
- Ercole De Roberti, (okolo 1450–1496)
- Riko Debenjak, (1908–1987)
- Stanislaw Debicki, (1866–1924)
- Edgar Degas, (1834–1917)
- Raoul De Keyser, (* 1930)
- Eugène Delacroix, (1798–1863)
- Beauford Delaney, (1901–1979)
- Robert Delaunay, (1885–1941)
- Paul Delvaux, (1897–1954)
- Charles Demuth, (1883–1935)
- Maurice Denis, (1870–1943)
- André Derain, (1880–1954)
- Piero Di Cosimo, (1462–1521)
- Richard Diebenkorn, (1922–1993)
- Alén Diviš, (1900–1956)
- Otto Dix, (1891–1969)
- Andrzej Dluzniewski, (* 1939)
- Jan Dobkowski, (1990–1991)
- William Dobson, (1610–1646)
- Theo van Doesburg, (1883–1931)
- Tommaso Dolabella, (1570–1650)
- Tadeusz Dominik, (* 1928)
- Donatello, (1396–1466)
- Kees van Dongen, (1877–1968)
- Gustave Doré, (1832–1883)
- Dosso Dossi, (1490–1542)
- Christian Dotrement, (1922–1981)
- Jacques Doucet
- Thomas Doughty, (1793–1856)
- Aaron Douglas, (1898–1979)
- Rackstraw Downes, (* 1939)
- Willem Drost, (okolo 1630– okolo1680)
- Jean Dubuffet, (1901–1985)
- Duccio, (1255–1319)
- Marcel Duchamp, (1887–1968)
- Suzanne Duchamp, (1889–1963)
- Raoul Dufy, (1877–1953)
- Albrecht Dürer, (1471–1528)
- Carolus-Duran, (1838–1917)
- Anthonis van Dyck, (1599–1641)

## E
- Thomas Eakins, (1844–1916)
- Alfred East, (1849–1913)

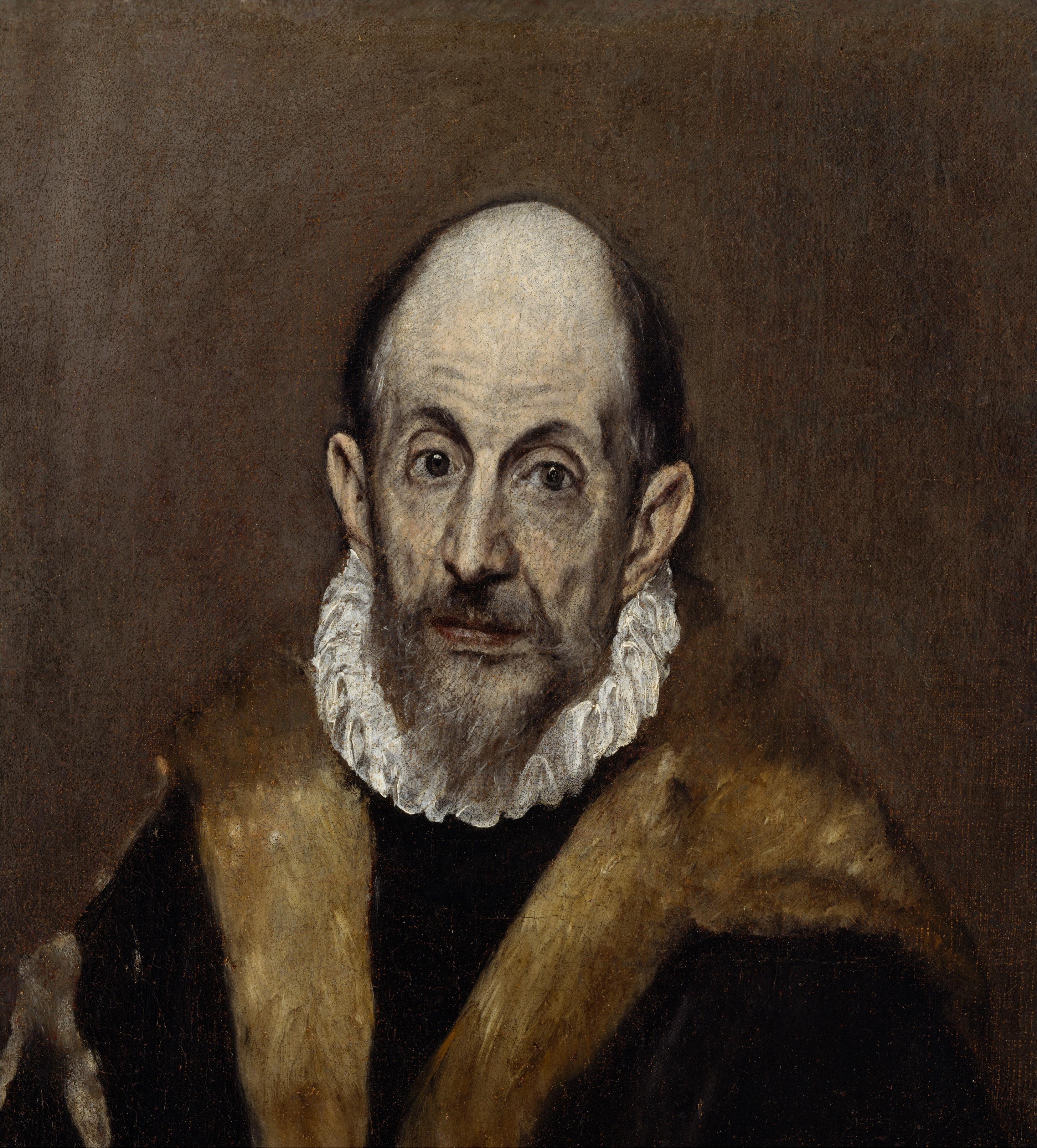
El Greco

- Christoffer Wilhelm Eckersberg, (1783–1853)
- Otto Eckmann, (1865–1902)
- Don Eddy, (* 1944)
- Albert Edelfelt, (1854–1905)
- Beverly K. Effinger, (* 1955)
- Eugeniusz Eibisch, (1896–1987)
- Kano Eitoku, (1543–1590)
- El Greco, (1541–1614)
- Adam Elsheimer, (1578–1610)
- James Ensor, (1860–1949)
- Jacob Epstein, (1880–1959)
- Max Ernst, (1891–1976)
- M. C. Escher, (1898–1972)
- Richard Estes, (* 1936)
- William Etty, (1787–1849)
- Dulah Marie Evans, (1875–1951)
- Jan van Eyck, (1390–1441)
- Elisabeth Otilie Ehlen (1862–1943)

## F
- Carel Fabritius, (1622–1654)
- Pietro Faccini, (1562–1602)
- Julian Falat, (1853–1929)
- Aniello Falcone, (1600–1665)
- Henri Fantin-Latour, (1836–1904)
- Jean Fautrier, (1898–1964)
- Jerzy Fedkowicz, (1891–1959)
- Lyonel Feininger, (1871–1956)
- Stanislaw Fijalkowski, (* 1922)
- Leonor Fini, (1908–1996)
- Emil Filla, (1882–1953)
- Paolo Finoglio, (1590 – asi 1645)
- Alvan Fisher, (1792–1863)

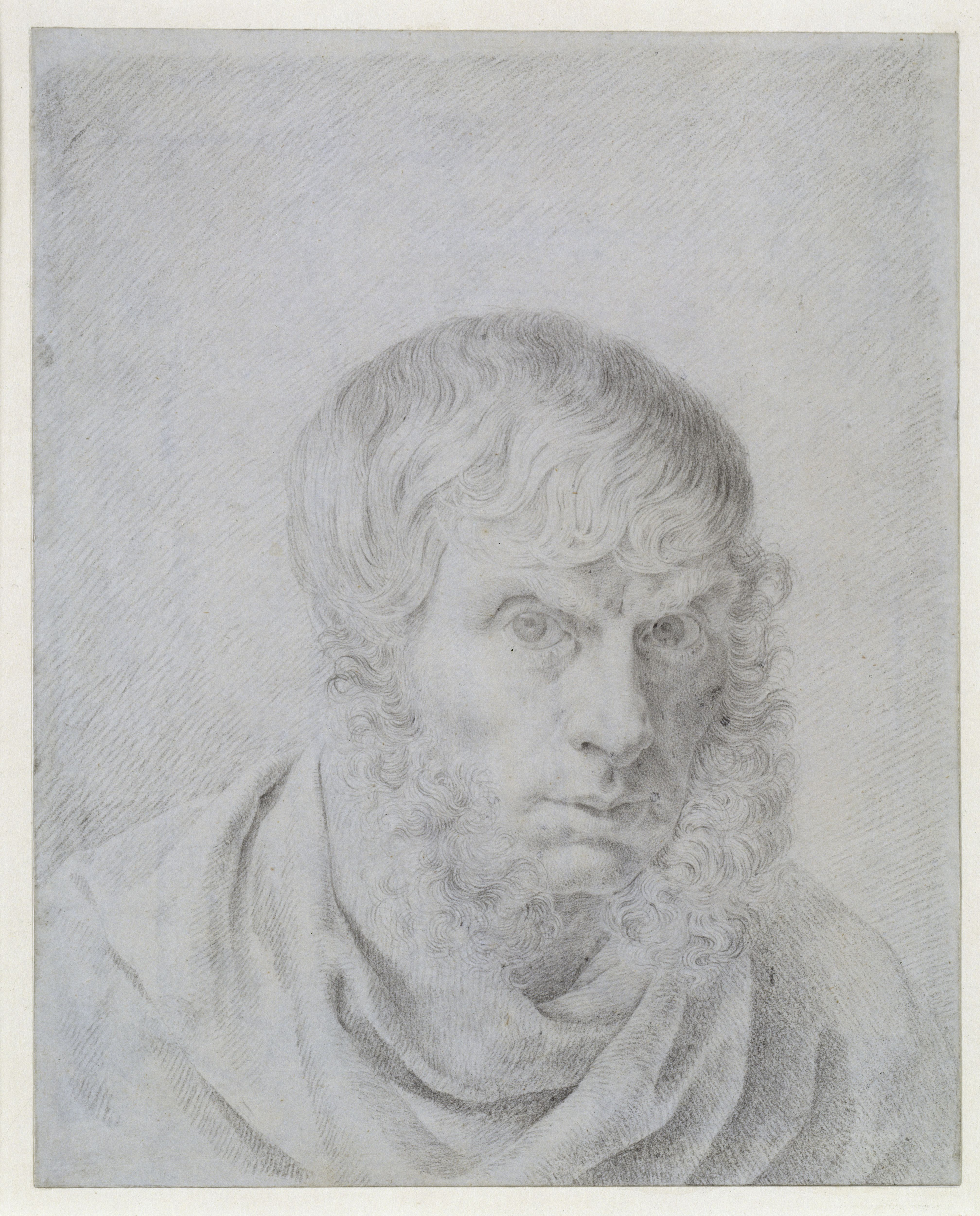
Caspar David Friedrich

- James Montgomery Flagg, (1877–1960)
- Dan Flavin, (1933–1996)
- Jean-Michel Folon, (* 1934)
- Lucio Fontana, (1899–1968)
- Tsuguharu Foujita, (1886–1968)
- Jean Fouquet, (1425–1481)
- Jean-Honoré Fragonard, (1732–1806)
- Piero della Francesca, (okolo 1416–1492)
- Sam Francis, (1923–1994)
- Simon Francis, (* 1952)
- Art Frahm, (1907–1981)
- Helen Frankenthaler, (* 1928)
- Roelof Frankot, (1911–1984)
- Frank Frazetta, (* 1928)
- Wilhelm Freddie, (1909–1995)
- Lucian Freud, (* 1922)
- Caspar David Friedrich, (1774–1840)
- Nicolas Froment, (1450–1490)
- Brian Froud, (* 1947)
- Henry Fuseli (vlastním jménem Johann Heinrich Füssli), (1741–1825)

## G
- Thomas Gainsborough, (1727–1788)

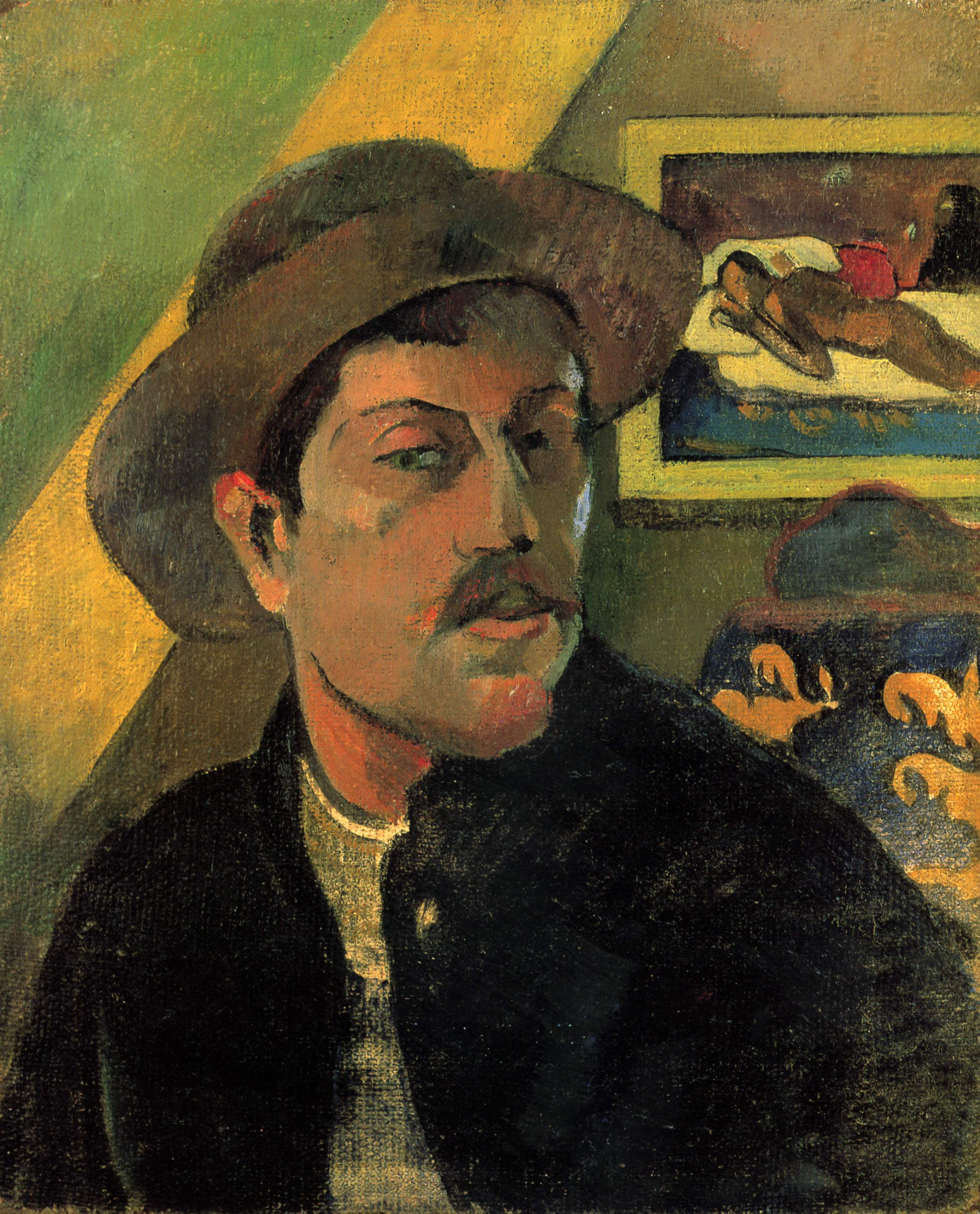
Paul Gauguin

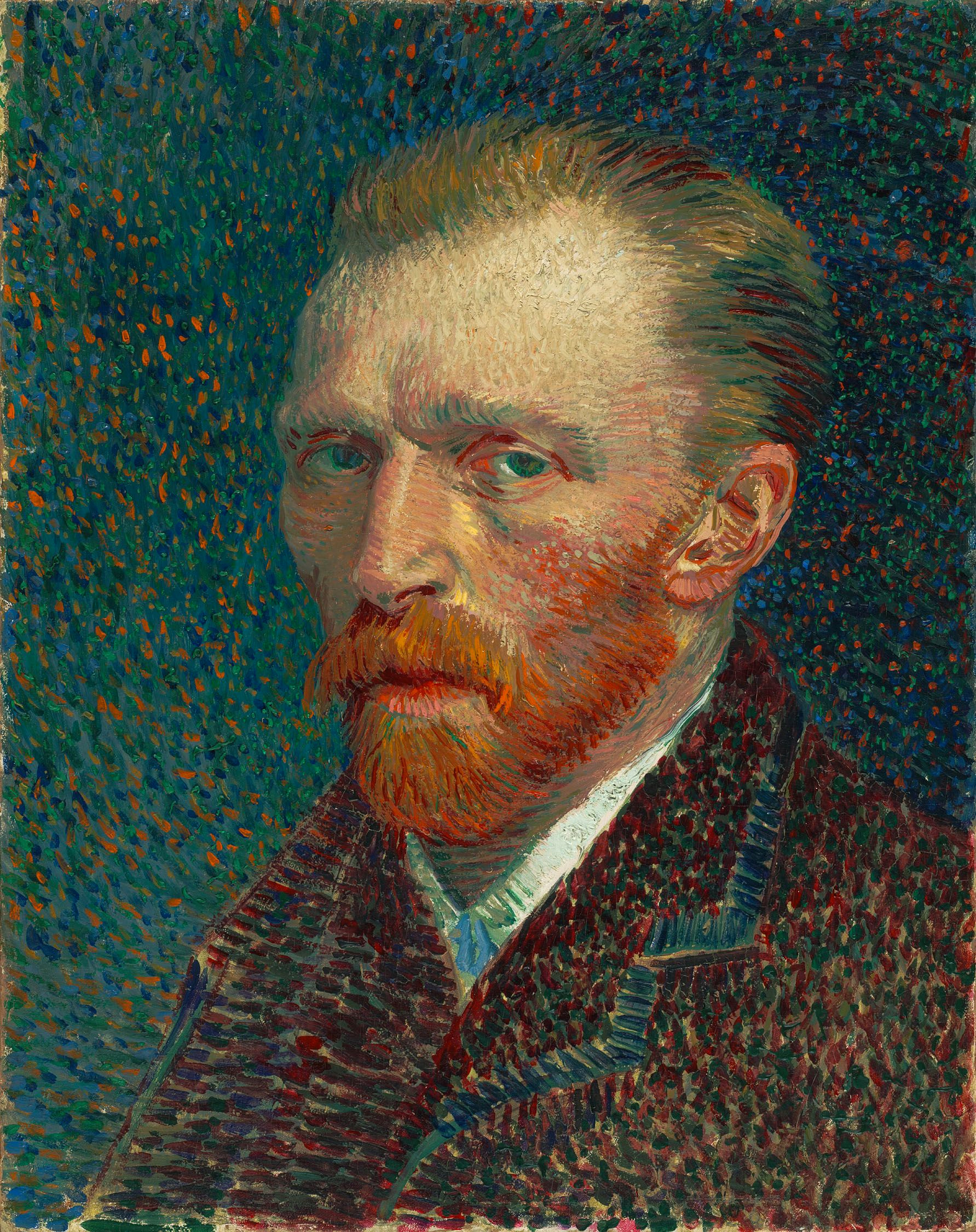
Vincent van Gogh

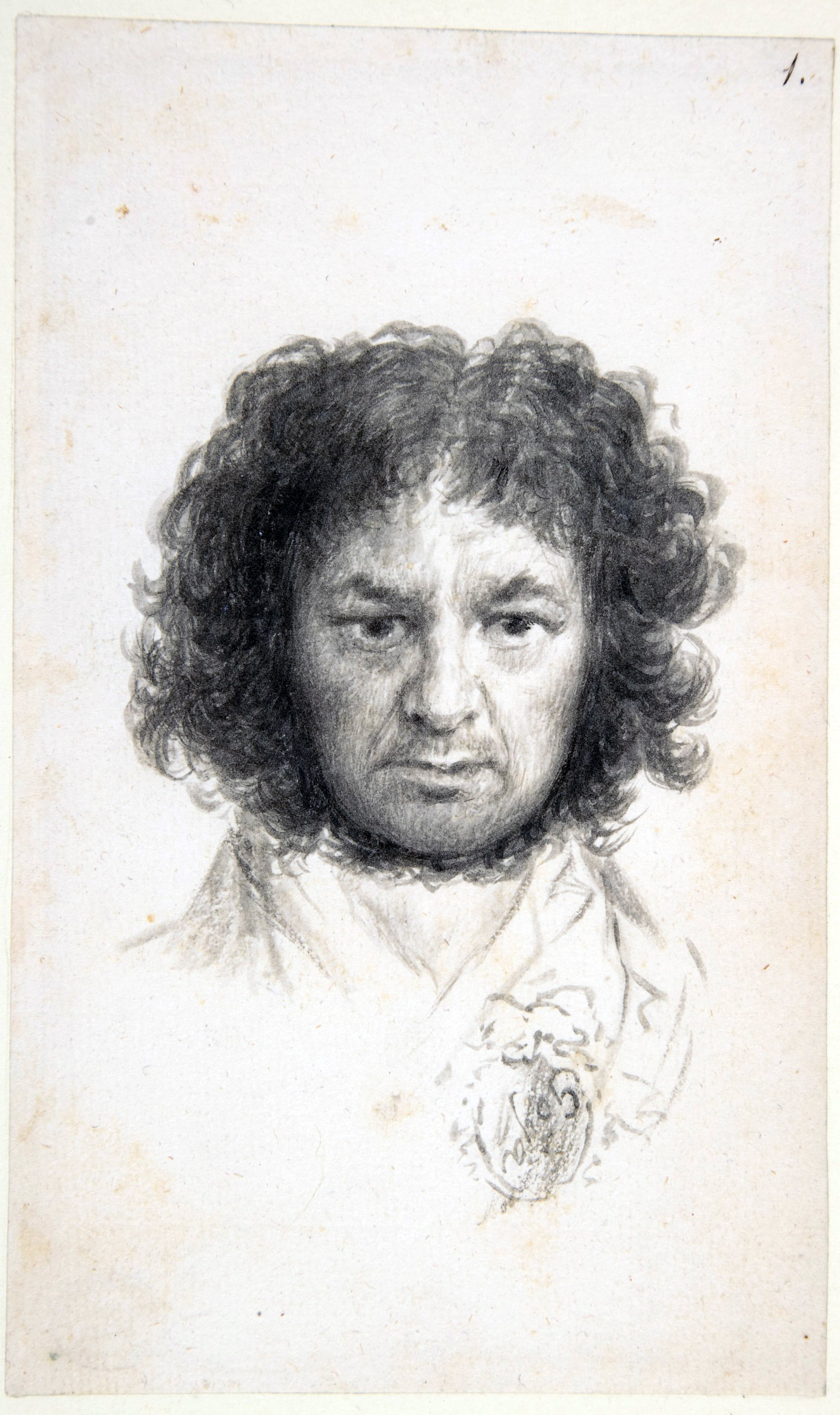
Francisco Goya

- Akseli Gallen-Kallela, (1865–1931)
- Byron Galvez, (* 1941)
- Thomas Gambier Parry, (1816–1888)
- Antonio de la Gandara, (1861–1917)
- Norman Garstin, (1847–1926)
- Paul Gauguin, (1848–1903)
- William Gear, (1915–1997)
- Aert de Gelder, (1645–1727)
- Orazio Gentileschi, (1563–1639)
- Artemisia Gentileschiová, (1593–1651)
- Théodore Géricault, (1791–1824)
- Wojciech Gerson, (1831–1901)
- Domenico Ghirlandaio, (1449–1494)
- Alberto Giacometti, (1901–1966)
- Khalil Gibran, (1883–1931)
- Stefan Gierowski, (* 1925)
- Aleksander Gierymski, (1850–1901)
- Maksymilian Gierymski, (1846–1874)
- Stephen Gilbert, (1910–2007)
- Giorgione, (asi 1477–1510)
- Giotto, (1267–1337)
- Francois Girardon, (1628–1715)
- Vincent van Gogh,(1853–1890)
- Natalia Gončarovová, (1881–1962)
- Frederick Goodall, (1822–1904)
- Arshile Gorky, (1904–1948)
- Jan Gotard, (1904–1948)
- Adolph Gottlieb, (1898–1943)
- Leopold Gottlieb, (1879–1934)
- Maurycy Gottlieb, (1856–1879)
- Albert Gottschalk, (1866–1906)
- Karl Otto Götz, (* 1914)
- John Gould, (1804–1881)
- Francisco Goya, (1746–1828)
- Anton Graff, (1736–1813)
- HAP Grieshaber, (1908–1981)
- Juan Gris, (1887–1927)
- Giuseppe Grisoni, (1699–1796)
- Ivan Grohar, (1867–1911)
- George Grosz, (1893–1959)
- Artur Grottger, (1837–1867)
- Matthias Grünewald, (1470–1528)
- Aleksander Gryglewski, (1833–1879)
- Francesco Guardi, (1712–1793)
- Svavar Gudnason, (1909–1988)
- Guercino (pravé jméno: Giovanni Francesco Barbieri), (1591–1666)
- Olaf Gulbransson, (1873–1958)
- Philip Guston, (1913–1980)
- Herman Gvardjancic, (* 1943)

## H
- Simone Haack, (* 1978)
- Frans Hals, (1580–1666)
- Richard Hamilton, (* 1922)
- Wilhelm Hammershoi, (1864–1916)
- Nina Hamnett, (1890–1956)
- Herman Han, (1574–1627 nebo 1628)
- Constantin Hansen, (1804–1880)
- Niels Hansen, (1880–1946)
- Svend Wiig Hansen, (1922–1997)
- Keith Haring, (1958–1990)
- Marsden Hartley, (1877–1943)
- Hans Hartun, (1904–1992)
- Childe Hassam, (1859–1935)
- Francesco Hayez, (1791–1882)
- Jan Davidsz. de Heem, (1606–1683)
- Jan Józef Haar, (1791–1840)

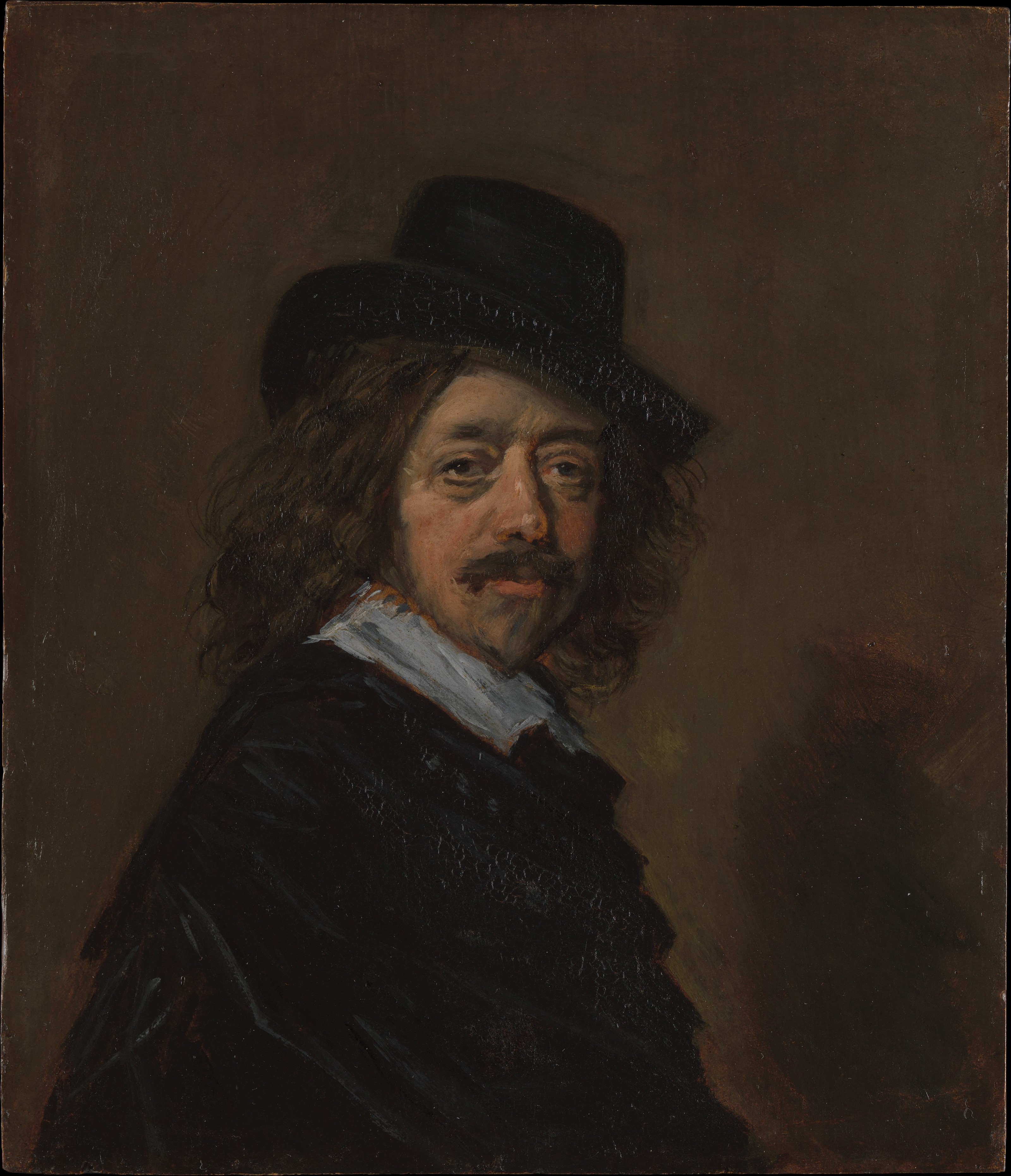
Frans Hals

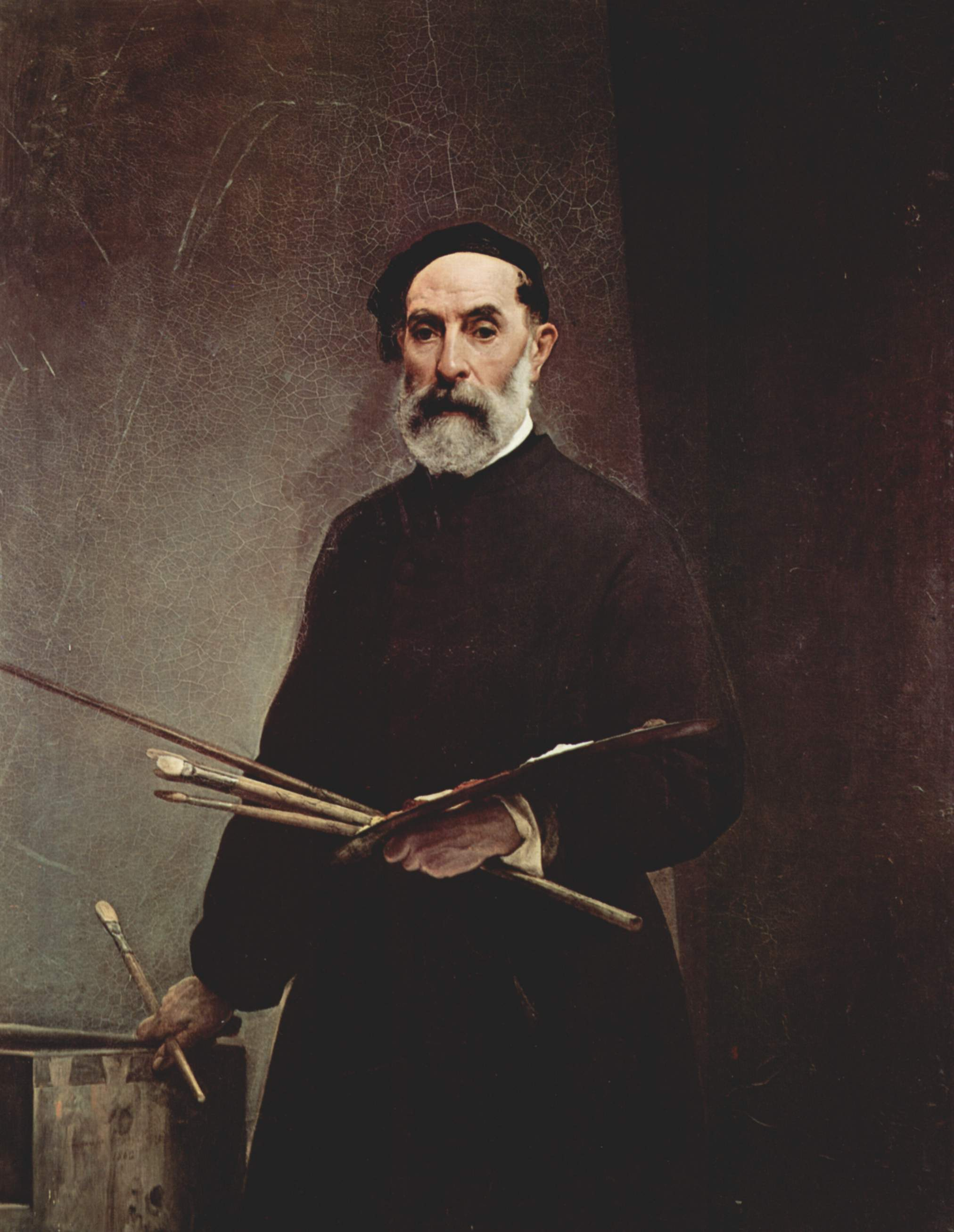
Francesco Hayez

- Mikolaj Haberschrack, (datum narození a úmrtí není známo, činný v letech 1454–1484)
- Rudolf Hausner, (1914–1995)
- Robert Henri, (1865–1929)
- Henry Heerup, (1907–1993)
- Karol Hiller, (1891–1939)
- Robert Hliněnský, (1908–1979)
- Prince Hoare, (1755–1834)
- William Hoare, (asi 1707–1792)
- Meindert Hobbema, (1638–1709)
- David Hockney, (* 1937)
- Howard Hodgkin, (* 1932)
- Ferdinand Hodler, (1853–1918)
- Ernst Theodor Amadeus Hoffmann, (1776–1822)
- Vlastimil Hofman, (1881–1970)
- William Hogarth, (1697–1764)
- Ambrosius Holbein, (1494–1519)
- Hans Holbein mladší, (1498–1543)
- Hans Holbein starší, (1460–1524)
- Pavel Holas, (* 1968)
- Winslow Homer, (1836–1910)
- Villard de Honnecourt
- Gerald van Honthorst, (1590–1656)
- Pieter de Hooch, (1629–1684)
- Eric Hopkins, (* 1951)
- Charles Hopkinson, (1869–1962)
- Edward Hopper, (1882–1967)
- Kacušika Hokusai, (1760–1849)
- Ferdinand d'Huart, (1857–1919)
- John Bradley Hudson, Jr., (1832–1903)
- Carl Otto Hultén, (* 1916)
- MF Hussain, (* 1915)
- Pieter Huys, (1519–1584)
- Jacob Huysmans, (1633–1696)

## Ch
- Marc Chagall, (1887–1985)

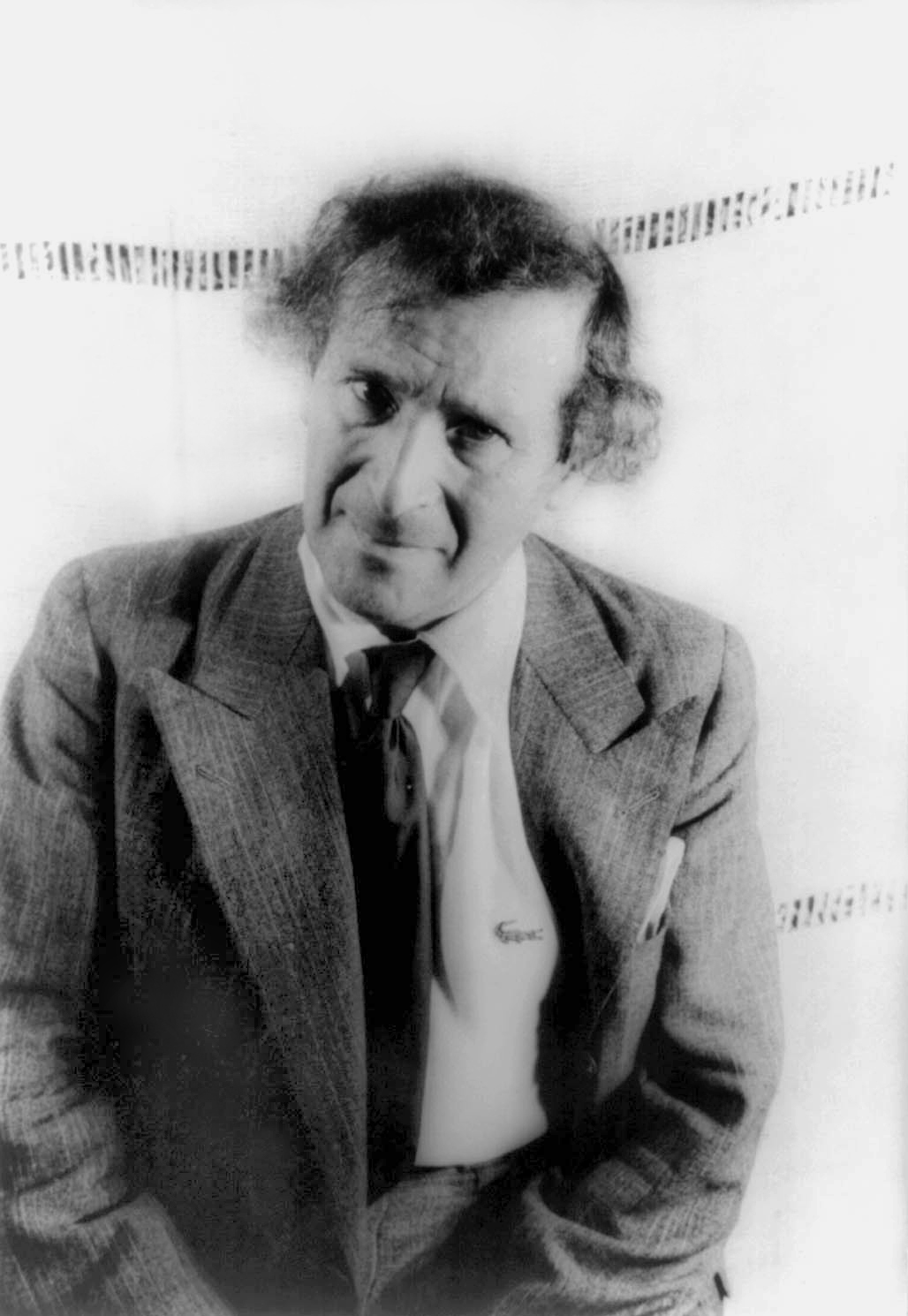
Marc Chagall

- Jean-Baptiste Siméon Chardin, (1699–1779)
- Caroline Chariot-Dayez, (* 1958)
- Michael Ray Charles, (* 1967)
- Nicolas Charlet, (1792–1845)
- Jozef Chelmonski, (1849–1914)
- Antonín Chittussi, (1884–1891)
- Adam Chmielowski, (1845–1916)
- Daniel Chodowiecki, (1762–1801)
- Frederic Edwin Church, (1826–1900)
- Leon Chwistek, (1884–1944)

## I
- Jörg Immendorff, (* 1945)
- Jean Auguste Dominique Ingres, (1780–1867)
- George Inness, (1829–1894)
- Dahlov Ipcar, (1905–2003)
- Joseph Israels, (1824–1911)
- Josef Istler, (1919–2000)
- Alexandr Andrejevič Ivanov, (1806–1858)

## J
- Egill Jacobsen, (1910–1998)
- Robert Jacobsen, (1912–1993)
- Yvonee Jacquette, (* 1934)
- Eero Järnefelt, (1863–1937)
- Bozidar Jakac, (1899–1989)
- Rihard Jakopic, (1869–1943)
- Matija Jama, (1872–1947)
- Maria Jarema, (1908–1958)
- Wladyslaw Jarocki, (1879–1965)
- Alexej von Jawlensky, (1864–1941)

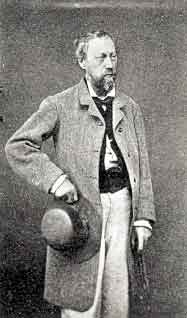
Johan Barthold Jongkind

- František Antonín Jelínek, (1890–1977)
- Andrej Jemec, (* 1934)
- Zmago Jeraj, (* 1937)
- Boris Jesih, (* 1943)
- Augustus John, (1878–1961)
- Gwen John, (1876–1939)
- Jasper Johns, (* 1930)
- Sargent Johnson, (1888–1967)
- Allen Jones, (* 1937)
- Johan Barthold Jongkind, (1819–1891)
- Lois Mailou Jones, (1905–1998)
- Jacob Jordaens, (1593–1678)
- Asger Jorn, (1914–1973)
- Donald Judd, (1928–1994)
- Jens Juel, (1745–1802)

## K
- Dimitrij Kadrnožka, (1923–2022)
- Frida Kahlo, (1905–1954)
- Willem Kalf, (1619–1693)
- Vasilij Kandinskij, (1866–1944)
- Paul Kane, (1810–1871)
- Rajmund Kanelba, (1897–1960)
- Tadeusz Kantor, (1915–1990)
- Leon Kaplinski, (1826–1873)
- Karel Karas, (1893–1969)
- Alfons Karpinski, (1875–1961)
- Wincenty Kasprzycki, (1802–1849)
- Alex Katz, (* 1927)
- Angelica Kauffmann, (1741–1807)
- Ferdinand Keller, (1842–1922)
- Ellsworth Kelly, (* 1923)

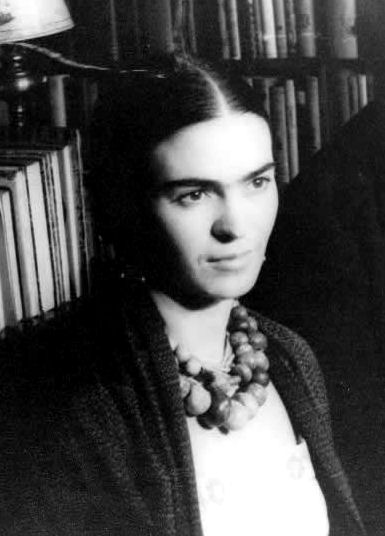
Frida Kahlo

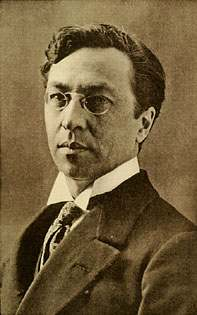
Vasilij Kandinskij

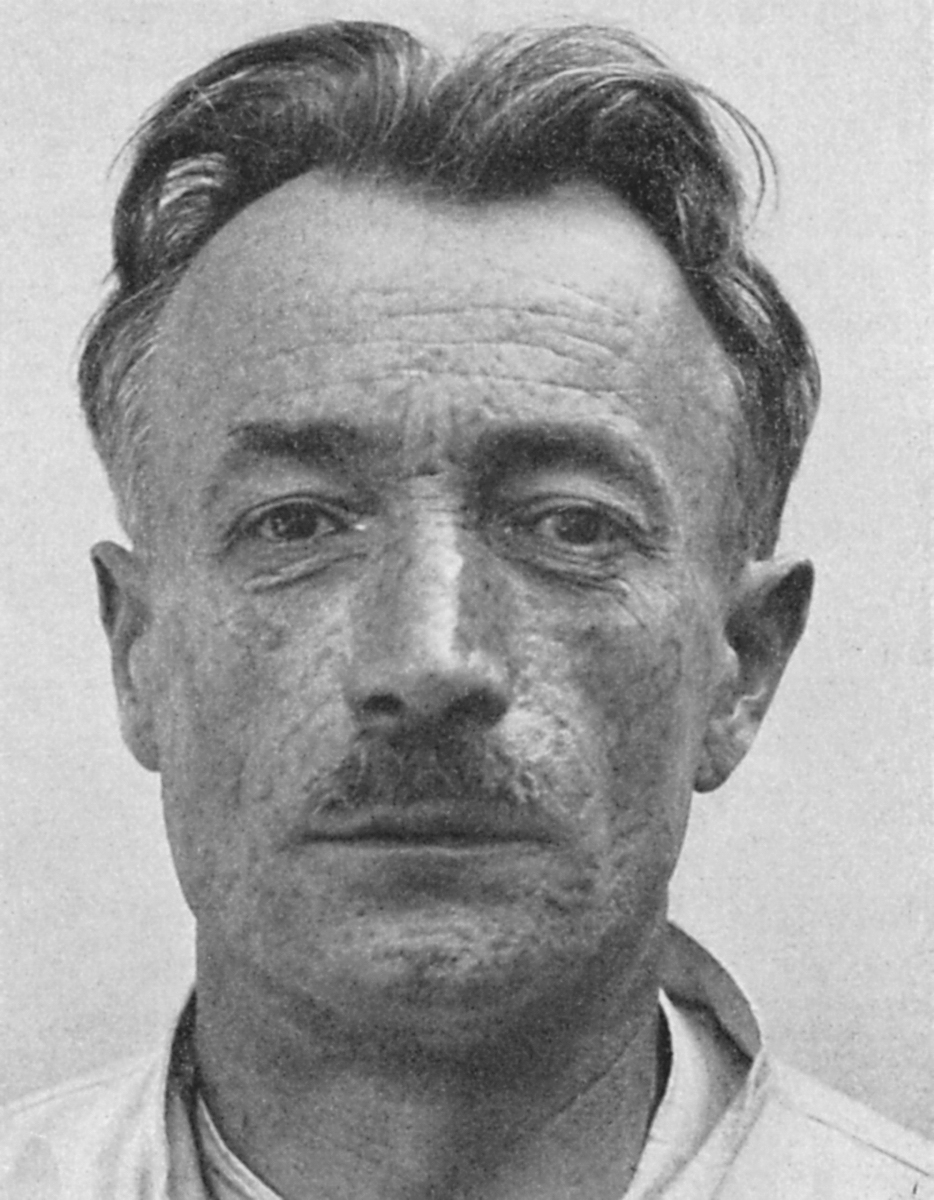
František Kupka

- Wolfgang von Kempelen, (1734–1804)
- Rockwell Kent, (1882–1971)
- Anselm Kiefer, (* 1945)
- Wiliam Kienbusch, (1914–1980)
- Edward Kienholz (1927–1994)
- Michel Kikoine, (1892–1968)
- Per Kirkeby, (* 1938)
- Moise Kisling, (1891–1953)
- Utamaro Kitagawa, (1753–1806)
- Paul Klee, (1879–1940)
- Yves Klein, (1928–1962)
- Gustav Klimt, (1862–1918)
- Jesper Knudsen (* 1964)
- Boris Kobe, (1905–1981)
- Marcin Kober, (1550– asi 1598)
- Aleksander Kobzdej, (1920–1972)
- Roman Kochanowski, (1857–1945)
- Robert Koehler, (1850–1917)
- Vladimír Kokolia, (1956)
- Andrei Kolkoutine (* 1957)
- Jiří Kolář, (1914–2002)
- Kathe Kollwitz, (1867–1945)
- Willem de Kooning, (1904–1997)
- Jeff Koons, (* 1955)
- Lukasz Korolkiewicz, (* 1948)
- Jerzy Kossak, (1886–1955)
- Juliusz Kossak, (1824–1899)
- Wojciech Kossak, (1857–1942)
- Franciszek Kostrzewski, (1826–1911)
- Rudolf Kotnik, (1931–1996)
- Aleksander Kotsis, (1836–1877)
- Felicjan Szczesny Kowarski, (1890–1948)
- Franc Kralj, (1895–1960)
- Tone Kralj, (1900–1975)
- Metka Krasovec, (* 1941)
- Janina Kraupe-Swiderska, (* 1921)
- Emil Krcha, (1894–1972)
- Albert Henry Krehbiel, (1873–1951)
- Pinchus Kremegne, (1890–1981)
- Jan Krieg, (1590–1643)
- Christian Krogh, (1852–1925)
- Leon Kroll, (1884–1974)
- Peder Severin Krøyer, (1851–1909)
- Fan K'uan, (datum narození a úmrtí není známo, činný v letech asi 990–1030)
- Konrad Krzyzanowski, (1872–1922)
- Bohumil Kubišta, (1884–1918)
- Yasuo Kuniyoshi, (1893–1953)
- Jan Kupecký, (1667–1740)
- František Kupka, (1871–1957)
- Alexander V. Kuprin, (1880–1960)
- Jajoi Kusamaová, (* 1929)
- Michael Kvium, (* 1955)
- Christen Købke, (1810–1848)

## L

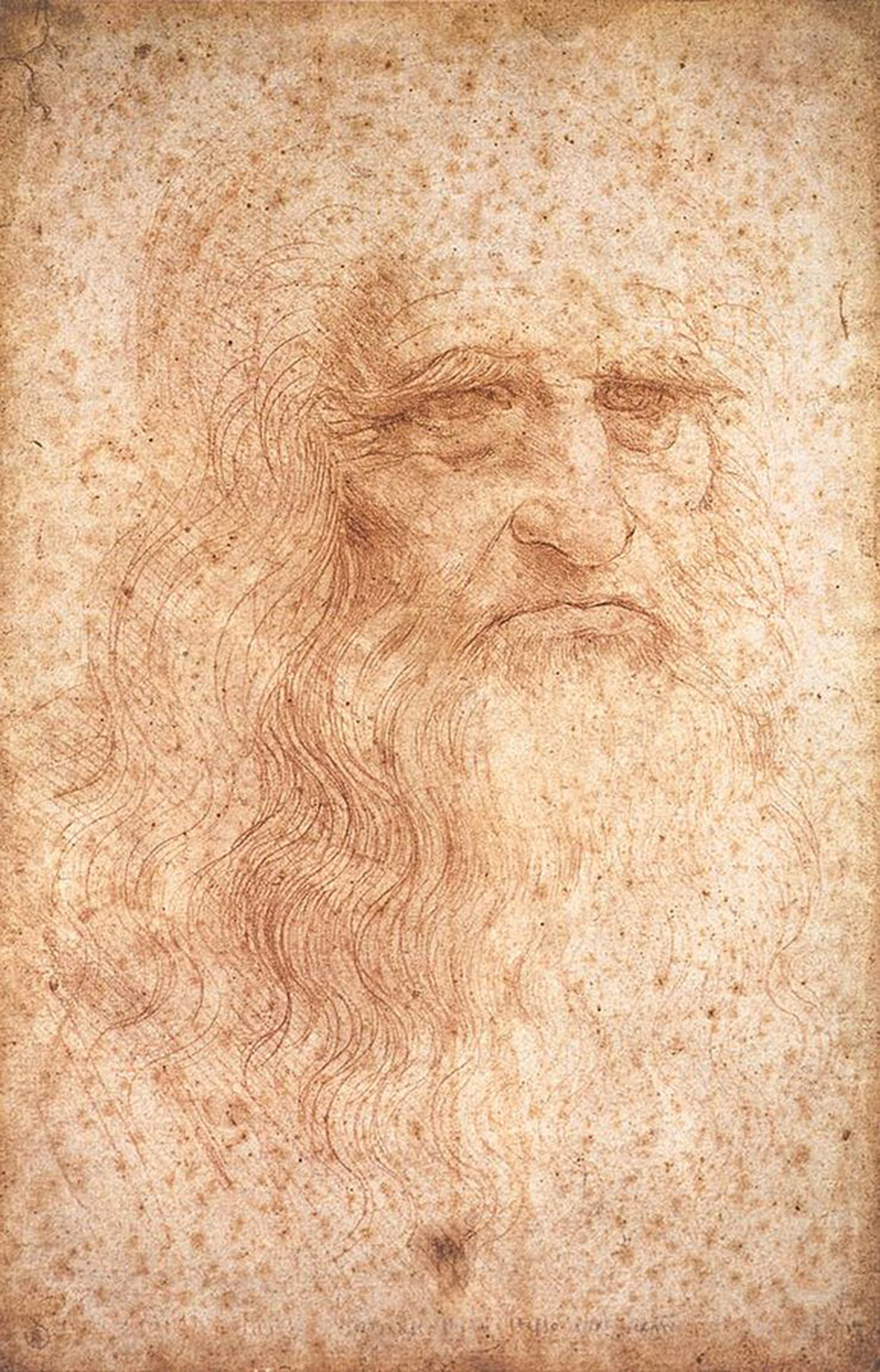
Leonardo da Vinci

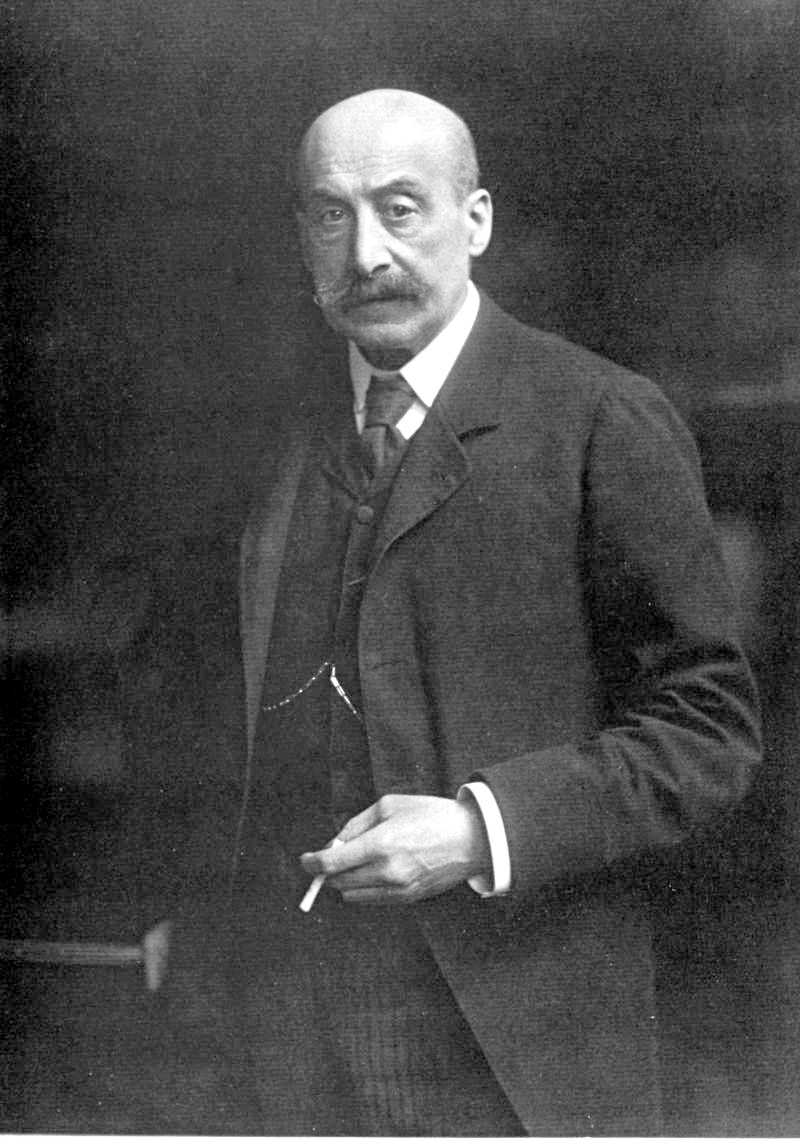
Max Liebermann

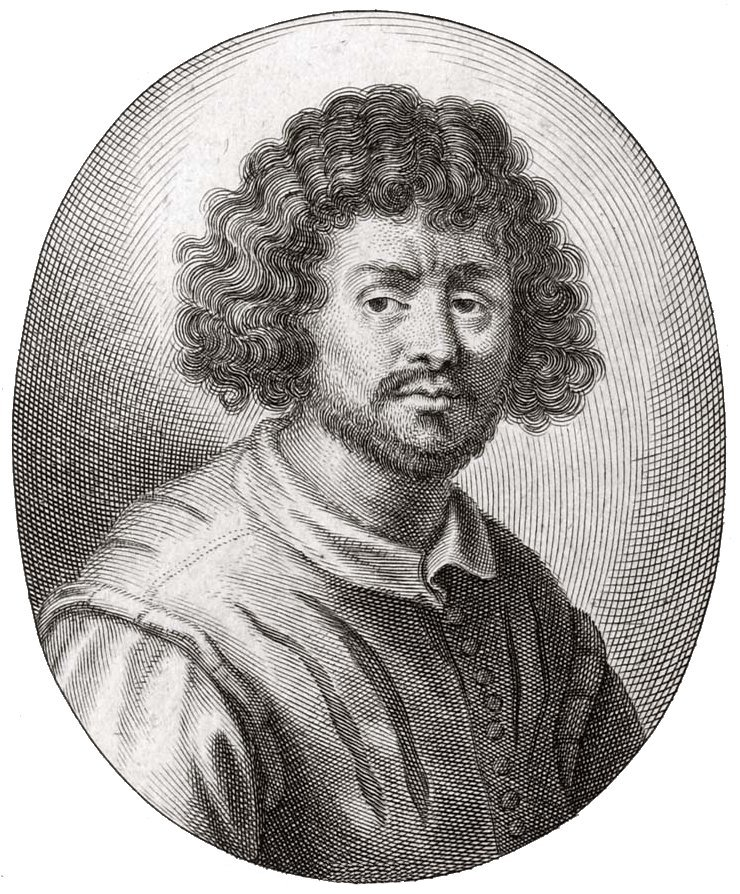
Claude Lorrain

- Nicolas de Largillière, (1656–1746)
- Adelaide Labille-Guiard, (1749–1803)
- Georges Lacombe, (1868–1916)
- Josef Lada, (1887–1957)
- Wilfredo Lam, (1902–1982)
- Nicolas Lancret, (1690–1743)
- Eduard Landa, (1926–2006)
- Edwin Landseer, (1802–1873)
- Fitz Hugh Lane, (1804–1865)
- Giovanni Lanfranco, (1582–1647)
- Peter Lanyon, (1918–1964)
- Gene Lambert, (* 1952)
- Aleš Lamr, (1943–2024)
- Karol Larisch, (1902–1935)
- Carl Larsson, (1853–1919)
- Georges de La Tour, (1593–1652)
- Marc Laurencin, (1883–1956)
- Marie Laurencin, (1885–1956)
- Karen Kjær Laursen, (* 1954)
- Ludwik de Laveaux, (1868–1894)
- Jacob Lawrence, (1917–2000)
- Thomas Lawrence, (1769–1830)
- Jan Lebenstein, (* 1930)
- Charles Lebrun, (1619–1690)
- Fernand Léger, (1881–1955)
- Ludo Lehen, (1925)
- Frederick Leighton, (1830–1896)
- Felix Ivo Leicher, (1727–1812)
- Franciszek Lekszycki, (?–1668)
- Peter Lely, (1618–1680)
- Ulrich Leman, (1885–1988)
- Robert Lenkiewicz, (1941–2002)
- Franz von Lenbach, (1836–1904)
- Stanislaw Lentz, (1861–1920)
- Hans Henrik Lerfeldt, (* 1946)
- Eugène Leroy, (1910–2000)
- Leonardo da Vinci, (1452–1519)
- Emanuel Leutze, (1816–1868)
- Isaak Levitan, (1860–1900)
- Wyndham Lewis, (1884–1957)
- Lucas van Leyden, (1494–1533)
- André Lhote, (1885–1962)
- Roy Lichtenstein, (1923–1997)
- Max Liebermann, (1847–1935)
- Josef Liesler, (1912–2005)
- Bruno Andreas Liljefors, (1860–1939)
- Bratři z Limburka (Paul van Limburg), (Jean van Limburg) a (Hermann van Limburg), (po 1386–1416)
- Bronislaw Wojciech Linke, (1906–1962)
- John Linnell, (1792–1873)
- Louis van Lint, (1910–1987)
- Filippino Lippi, (1457–1504)
- Fra Filippo Lippi, (1406–1469)
- Arthur Lismer, (1885–1969)
- Eli Lissitsky, (1890–1941)
- Jan Kryštof Liška, (1650–1712)
- Leopold Loeffler, (1827–1898)
- Lojze Logar, (* 1944)
- Claude Lorrain, (1600–1682)
- Lorenzo Lotto, (kolem 1480–1556)
- L.S. Lowry, (1887–1976)
- Lucebert (vlastním jménem Lubertus J. Swaanswijk), (1924–1994)
- Laura Muntz Lyall, (1860–1930)

## M
- Peder Mørk Mønsted, (1859–1941)

- Bruce Mc Lean, (* 1944)
- Mabuse, (okolo 1478–1532)
- August Macke, (1887–1914)
- Carlo Maderno, (1556–1629)
- René Magritte, (1898–1967)
- Jindřich Mahelka, (1919–1990)
- Aristide Maillol, (1861–1944)
- Tadeusz Makowski, (1882–1932)
- Zbigniew Makowski, (* 1930)
- Vladimir Makuc, (* 1925)
- Jacek Malczewski, (1854–1929)
- Rafal Malczewski, (1892–1965)
- Wladyslaw Malecki, (1836–1900)
- Kazimir Malevič, (1878–1935)
- Lise Malinovsky, (* 1957)
- Man Ray, (1890–1976)
- Alfred Manessier, (1911–1993)
- Édouard Manet, (1832–1883)
- Miltos Manetas, (* 1964)
- Andrea Mantegna, (1431–1506)
- Niklaus Manuel, (1484–1530)
- Franz Marc, (1880–1916)
- Louis Marcoussis, (1878–1941)
- Adam Marczynski, (1908–1985)
- Pompeo Mariani, (1857–1927)
- John Marin, (1870–1953)
- Regia Marinho, (* 1948)
- John Martin, (1789–1854)
- Jacques Maroger, (1884–1962)
- Luděk Marold, (1865–1898)
- Wilhelm Marstrand, (1810–1873)
- Józef Marszewski, (1825–1883)
- Julius Mařák, (1832–1899)
- Tommaso Masaccio, (1401–1428)
- Franz Masereel, (1889–1972)
- Stanislaw Maslowski, (1853–1926)

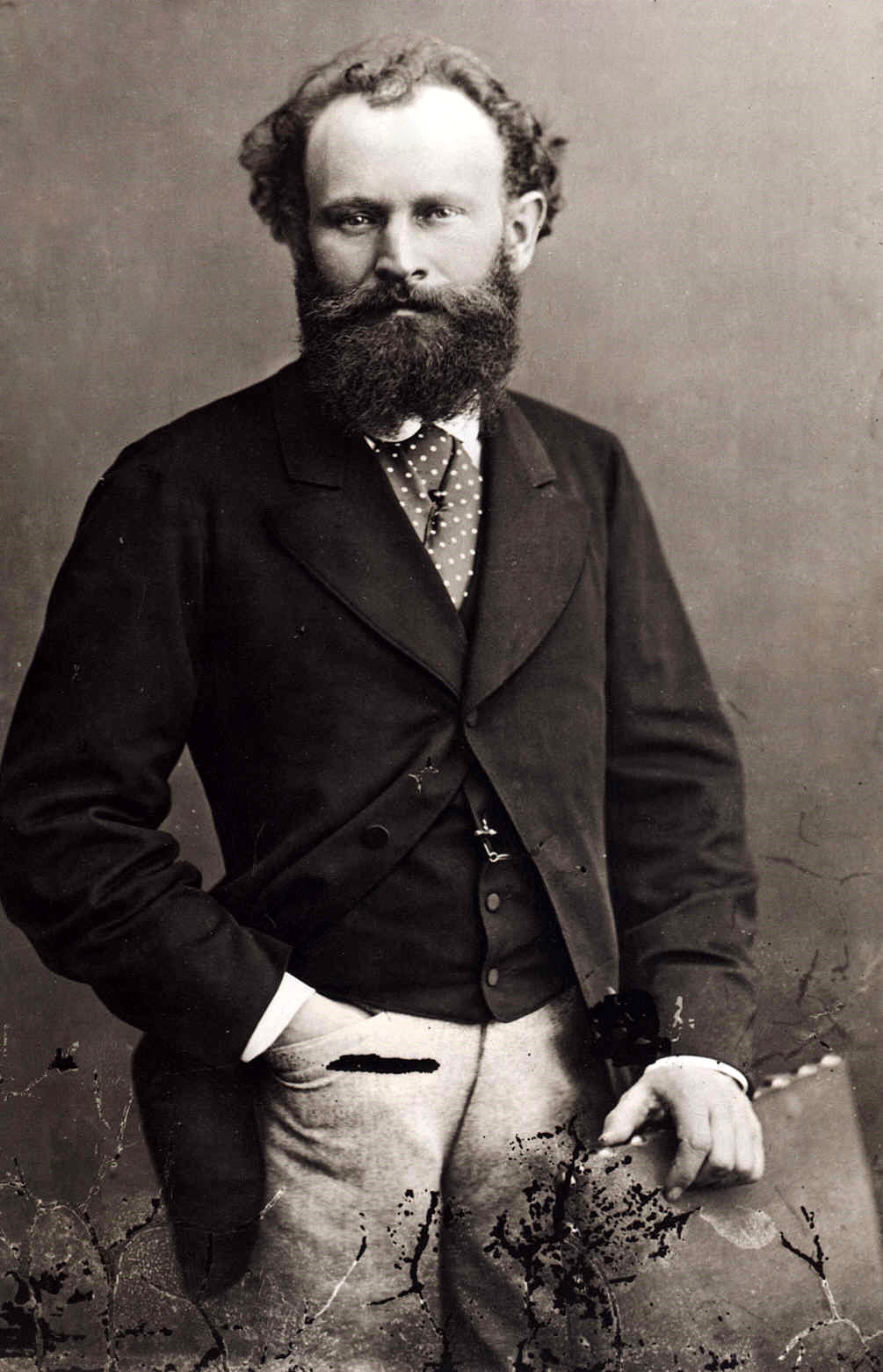
Édouard Manet

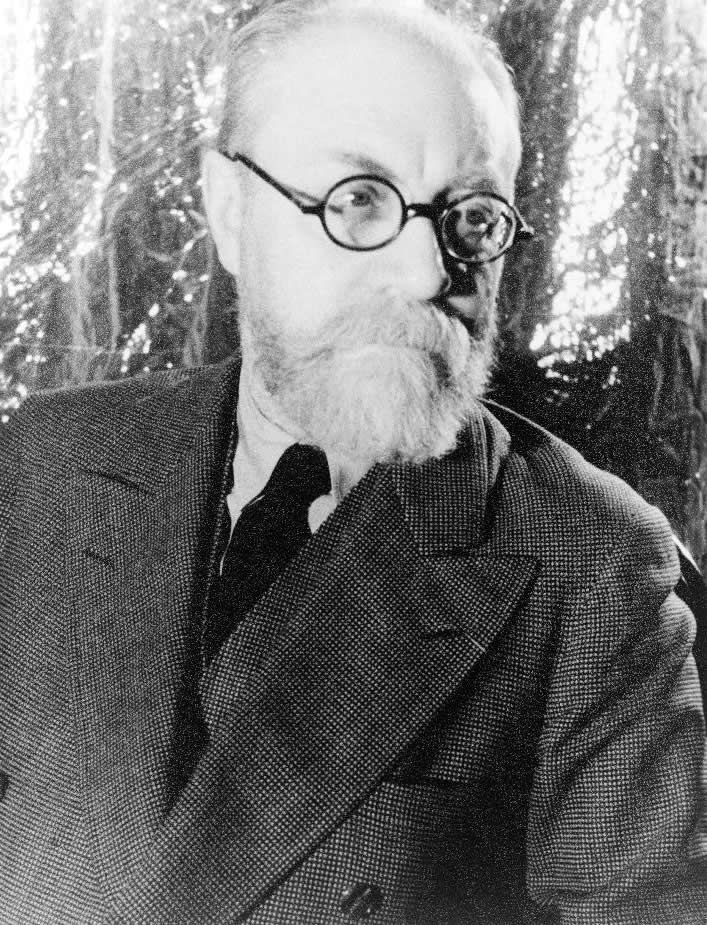
Henri Matisse

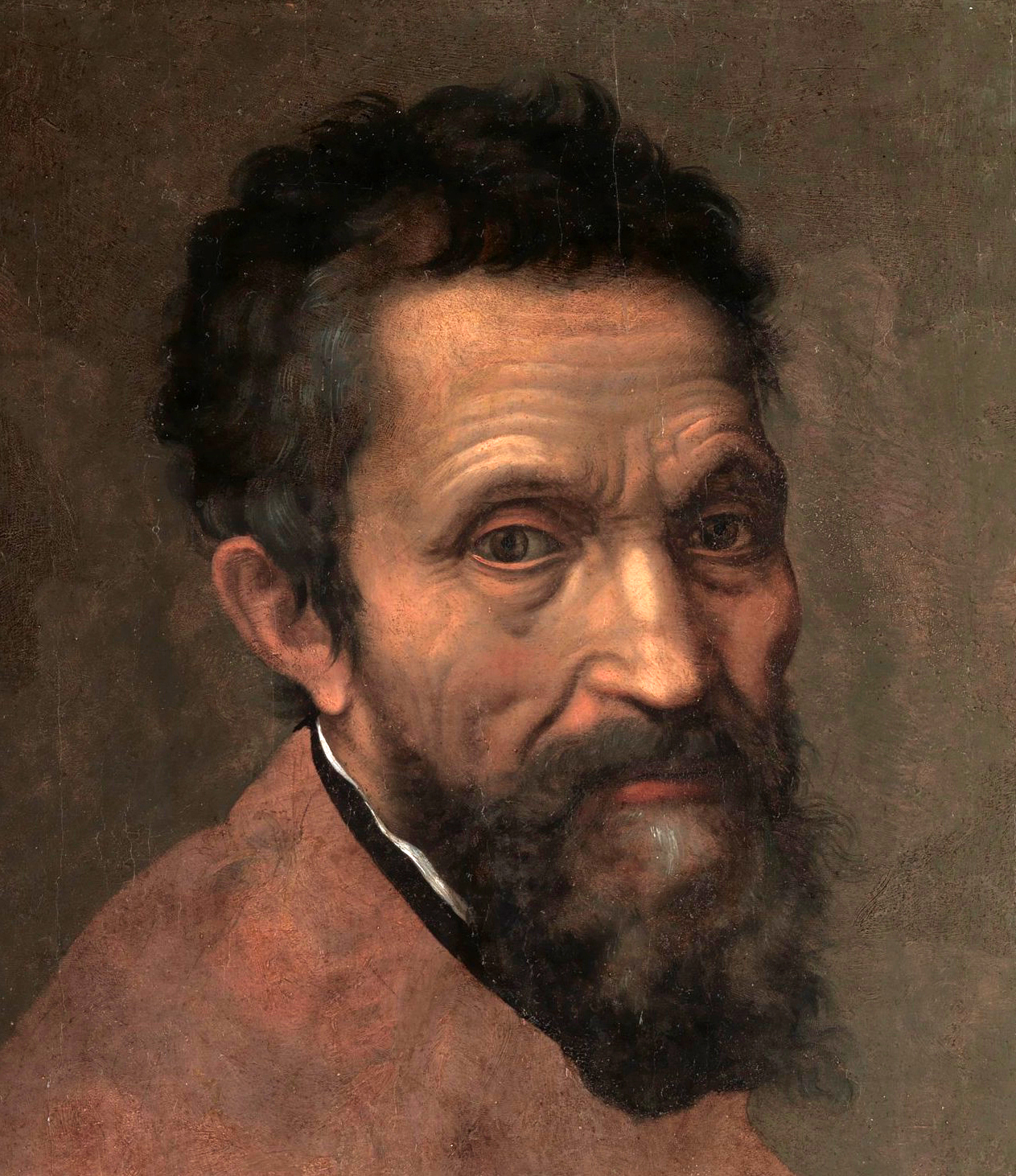
Michelangelo

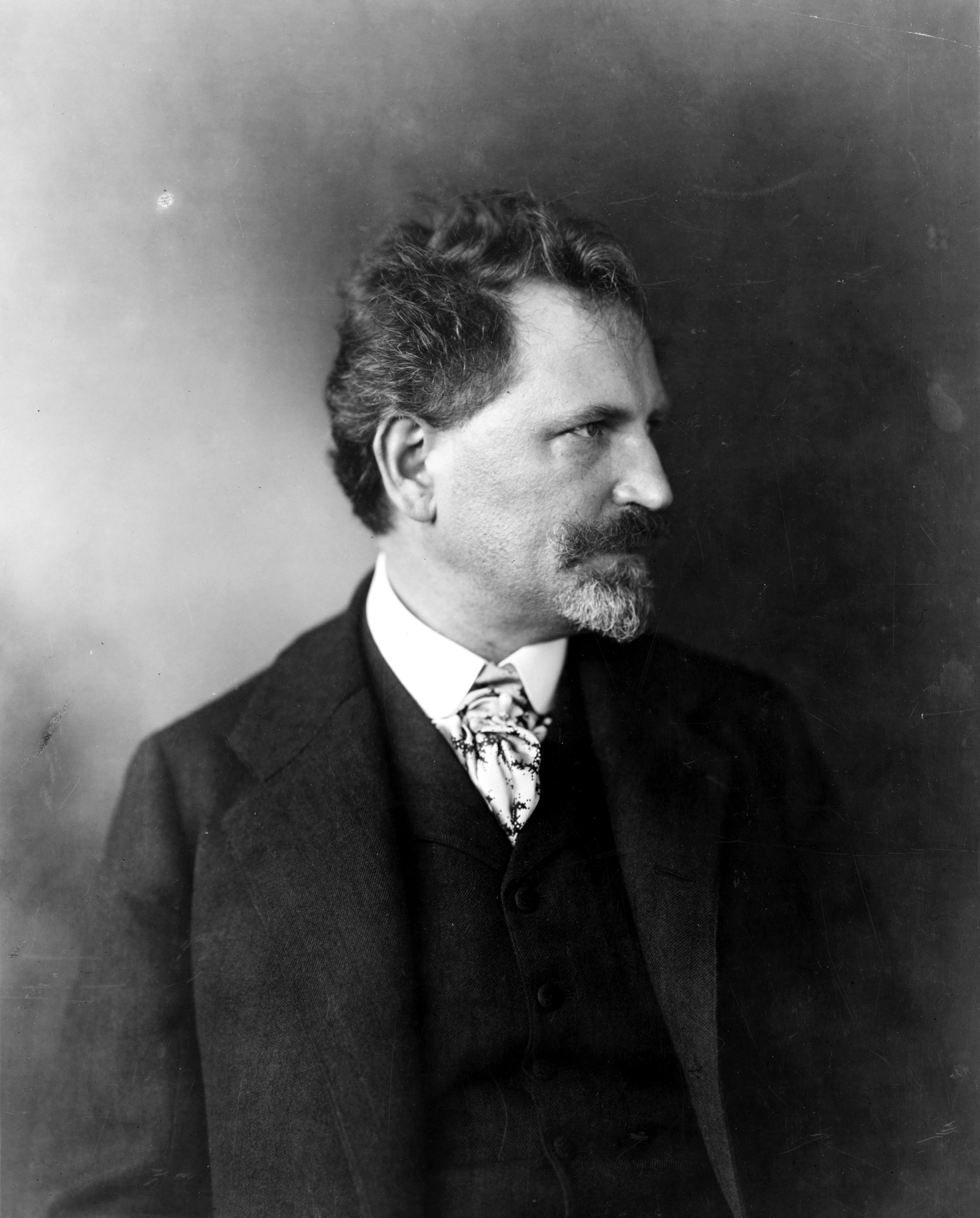
Alfons Mucha

- Frank Henry Algernon Mason, (1875–1965)
- Frank Herbert Mason, (1921–2009)
- Jan Matejko, (1838–1893)
- Quentin Matsys, (1466–1530)
- Henri Matisse, (1869–1954)
- Roberto Matta, (1911–2002)
- Antonio Mattei, (1900–1956)
- Paul Mavrides, (* 1945)
- Peter Max, (* 1937)
- Mikuláš Medek, (1926–1974)
- Jiří Meitner, (* 1958)
- Rudolf Mejsnnar, (* 1928)
- Hendrik Willem Mesdag, (1831–1915)
- Michelangelo Buonarroti, (1475–1564)
- Tage Mellerup, (1911–1988)
- Antoni Michalak, (1902–1975)
- Piotr Michalowski, (1800–1885)
- Henri Michaux, (1899–1984)
- Leo Michelson, (1887–1978)
- Eugeen Van Mieghem, (1875–1930)
- France Mihelic, (1907–1998)
- Kazimierz Mikulski, (1918–1998)
- Francis Davis Millet, (1846–1912)
- Jean-François Millet, (1814–1875)
- Joan Miró, (1893–1983)
- Augustyn Mirys, (1700–1790)
- Amedeo Modigliani, (1884–1920)
- Jan Petr Molitor, (1702–1756)
- Anton Moller, (1563–1611)
- Piet Mondrian, (1872–1944)
- Claude Monet, (1840–1926)
- Gustave Moreau, (1826–1898)
- Berthe Morisot, (1841–1895)
- Malcolm Morley, (* 1931)
- Samuel F. B. Morse, (1791–1872)
- Mary Moser, (1744–1819)
- Robert Motherwell, (1915–1991)
- Alfons Mucha, (1860–1939)
- Friedrich Müller (známý také jako Maler Müller), (1749–1825)
- Edvard Munch, (1863–1944)
- Gabriele Munter, (1877–1962)
- Bartolomè Esteban Murillo, (1617–1682)
- Zoran Mušič, (1909–2005))
- Roman Mórocz, (* 1963)

## N
- Albert Namatjira, (1902–1959)
- Yoshitomo Nara, (* 1959)
- Paul Nash, (1889–1946)
- František Xaver Naske, (1884–1959)
- Alexander Nasmyth, (1758–1840)
- Patrick Nasmyth, (1787–1831)
- Nattier, (1685–1766)
- Bruce Nauman, (* 1941)
- Almada Negreiros, (1893–1970)
- Mathis Gothart Neithart, (1470–1528) neboli Nithart, pod pseudonymem Grünewald
- Jaroslav Němec, (* 1978)
- Odd Nerdrum, (* 1944)
- Ugo Nespolo, (* 1941)
- Louise Nevelson, (1900–1988)
- Barnett Newman, (1905–1970)
- Ejnar Nielsen, (1872–1956)
- Ben Nicholson, (1894–1982)
- Nikifor, (1895–1968)
- Alexander O. Nikulin, (1878–1945)
- Isamu Noguči, (1904–1988)
- Sidney Nolan, (1917–1992)
- Sir Sidney Nolan, (1917–1992)
- Kenneth Noland, (1924–2010)
- Emil Nolde, (1867–1956)
- Max Magnus Norman, (* 1973)
- Kjell Nupen, (1955–2014)

## O
- Juan O'Gorman, (1905–1982)
- Georgia O'Keeffe, (1887–1986)
- Claes Oldenburg, (1929–2022)

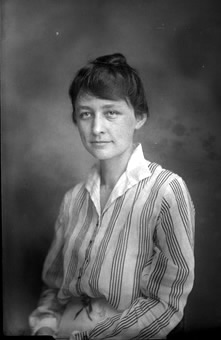
Georgia O’Keeffe

- J.H. Ferdinand Olivier, (1785–1841)
- John Opie, (1761–1807)
- Andrea Orcagna, (1320–1368)
- William Quiller Orchardson, (1835–1910)
- Bryan Organ, (* 1935)
- Emil Orlik, (1870–1932)
- Aleksander Orlowski, (1777–1832)
- José Clemente Orozco, (1883–1949)
- Sir William Orpen, (1878–1931)
- Manuel Ortiz de Zarate, (1887–1946)
- Erik Ortvad, (1917–2008)
- Adriaen van Ostade, (1610–1685)
- Johann Friedrich Overbeck, (1789–1869)
- Auseklis Ozols, (* 1941)
- Michal Ožibko, (* 1981)

## P
- Kalervo Palsa, (1947–1987)

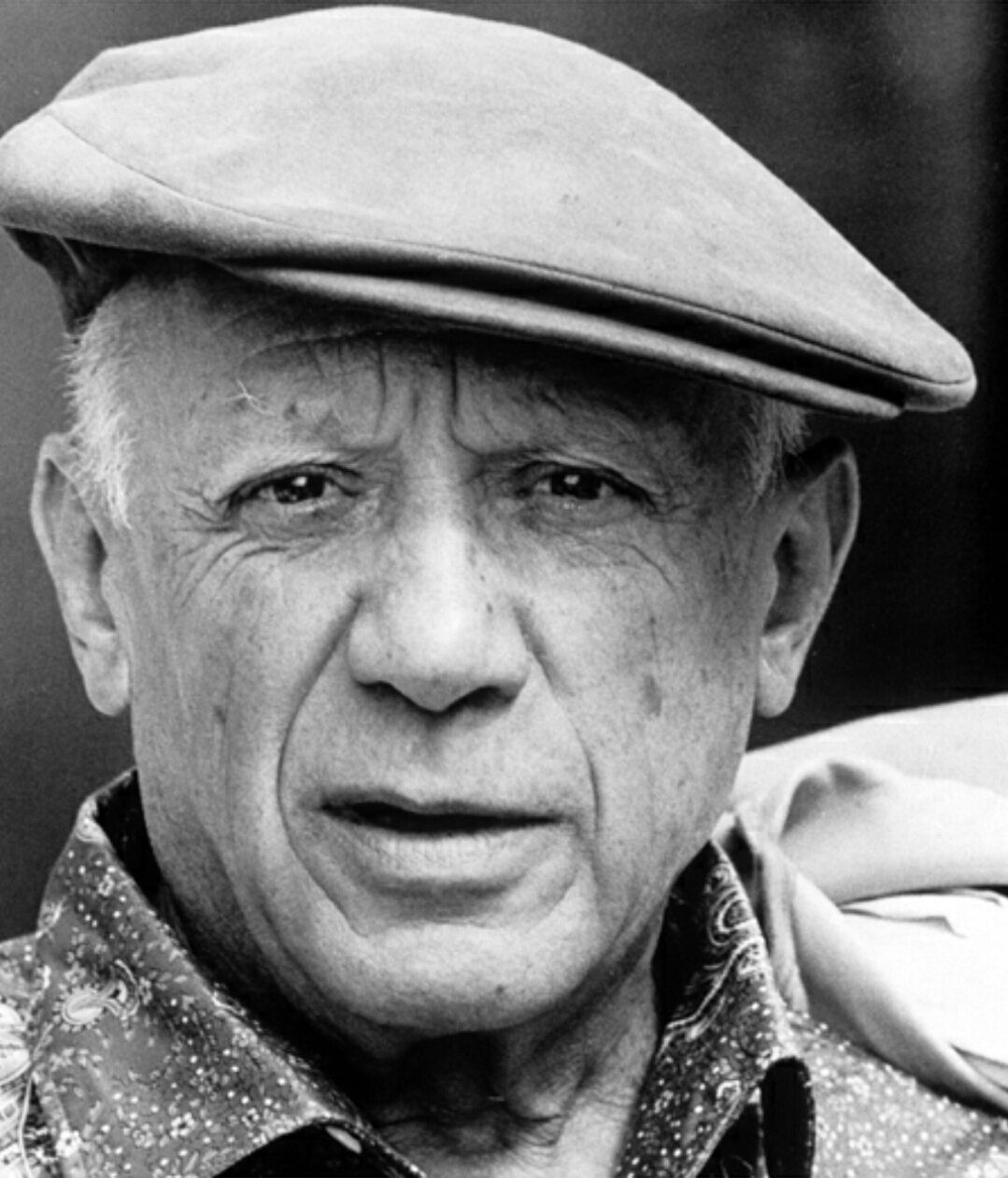
Pablo Picasso

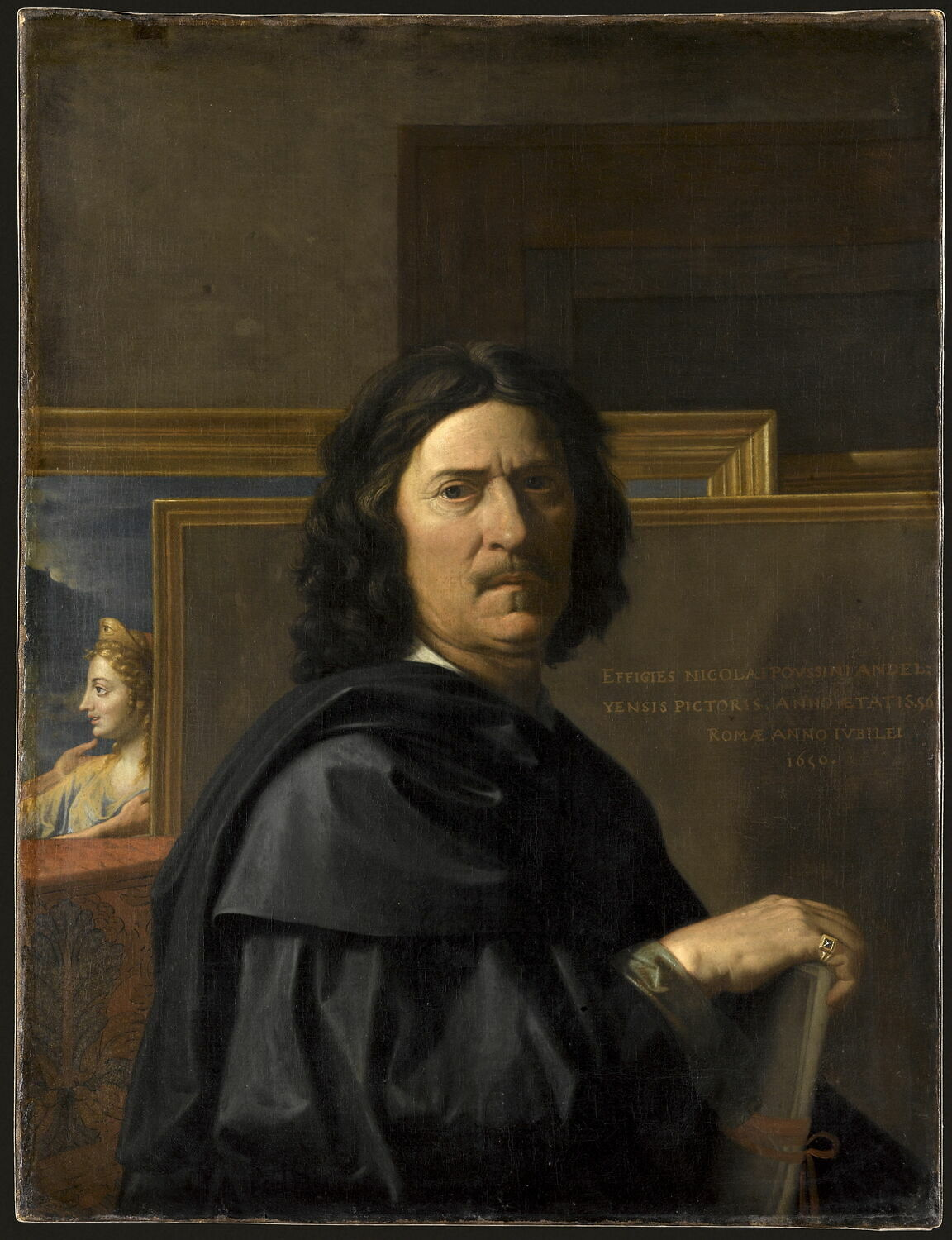
Nicolas Poussin

- Giovanni Paolo Pannini, (1691–1765)
- Jozef Pankiewicz, (1866–1940)
- Parmigianino (Francesco Mazzola), (1503–1540)
- Pascin, (1885–1930)
- Gen Paul, (1898–1975)
- Julius Paulsen, (1860–1940)
- Nam June Paik, (1932–2006)
- Raphael Peale, (1774–1825)
- Max Pechstein, (1881–1955)
- John F. Peto , (1854–1907)
- Carl-Henning Pedersen, (1913–2007)
- Viggo Pedersen, (1854–1926)
- Waldo Peirce, (1884–1970)
- Giuseppe Pellizza da Volpedo, (1868–1907)
- Gina Pellón, (* 1926)
- Matteo Perez d'Aleccio, (1547–1616)
- Perugino (Pietro Vannucci, také Pietro Perugino), (1450–1523)
- Jozef Petkovsek, (1861–1898)
- Pietro Pezzati, (1902–1993)
- Theodor Philipsen, (1840–1920)
- Henryk Piatkowski, (1853–1932)
- Giovanni Battista Piazzetta, (1682–1754)
- Francis Picabia, (1879–1953)
- Pablo Picasso, (1881–1973)
- Ramon Pichot, (1872–1925)
- Otto Piene, (* 1928)
- Delilah Pierce, (1904–1992)
- Piero della Francesca, (asi 1416–1492)
- Carl Gustaf Pilo, (1711–1793)
- Veno Pilon, (1896–1970)
- Howardena Pindell, (* 1943)
- Pinturicchio, (okolo 1454–1513)
- Sebastiano del Piombo, (okolo 1485–1547)
- Max Pirner, (1854–1924)
- Pisanello, (1395–1455)
- Camille Pissarro, (1830–1903)
- Antoni Pitxot, (* 1934)
- Stefan Planinc, (* 1925)
- Jan Bogumil Plersch, (1732–1817)
- Kazimierz Pochwalski, (1855–1940)
- Wladyslaw Podkowinski, (1866–1895)
- Serge Poliakoff, (1900–1969)
- Sigmar Polke, (* 1941)
- P.H. Polk, (1898–1984)
- Jackson Pollock, (1912–1956)
- Stefan Popowski, (1870–1937)
- Fairfield Porter, (1907–1975)
- Candido Portinari, (1903–1962)
- Paulus Potter, (1625–1654)
- Piotr Potworowski, (1898–1962)
- Nicolas Poussin, (1594–1665)
- Andrea Pozzo, (1642–1709)
- Marij Pregelj, (1913–1967)
- Nelson Primus, (1843–1916)
- Maurice Prendergast, (1861–1924)
- Alice Prin, (1901–1953)
- Andrzej Pronaszko, (1888–1961)
- Zbigniew Pronaszko, (1885–1958)
- Samuel Prout, (1783–1852)
- Tadeusz Pruszkowski, (1888–1942)
- Witold Pruszkowski, (1846–1896)
- Janez Puhar, (1814–1864)
- Patrick Pye, (* 1929)

## Q
- Giacomo Quarenghi, (1744–1817)
- Jacopo della Quercia, (1374–1438)
- August Querfurt, (1696–1761)
- Jan Maurits Quinckhardt, (1688–1772)

## R
- Ignác Viktorin Raab, (1715–1787)
- Zygmunt Radnicki, (1894–1969)
- Henry Raeburn, (1756–1823)
- Karl Rahl, (1812–1865)
- Francesco Raibolini, (1453–1518)
- Allan Ramsay, (1713–1784)
- Jacob Rantzau, (* 1973)

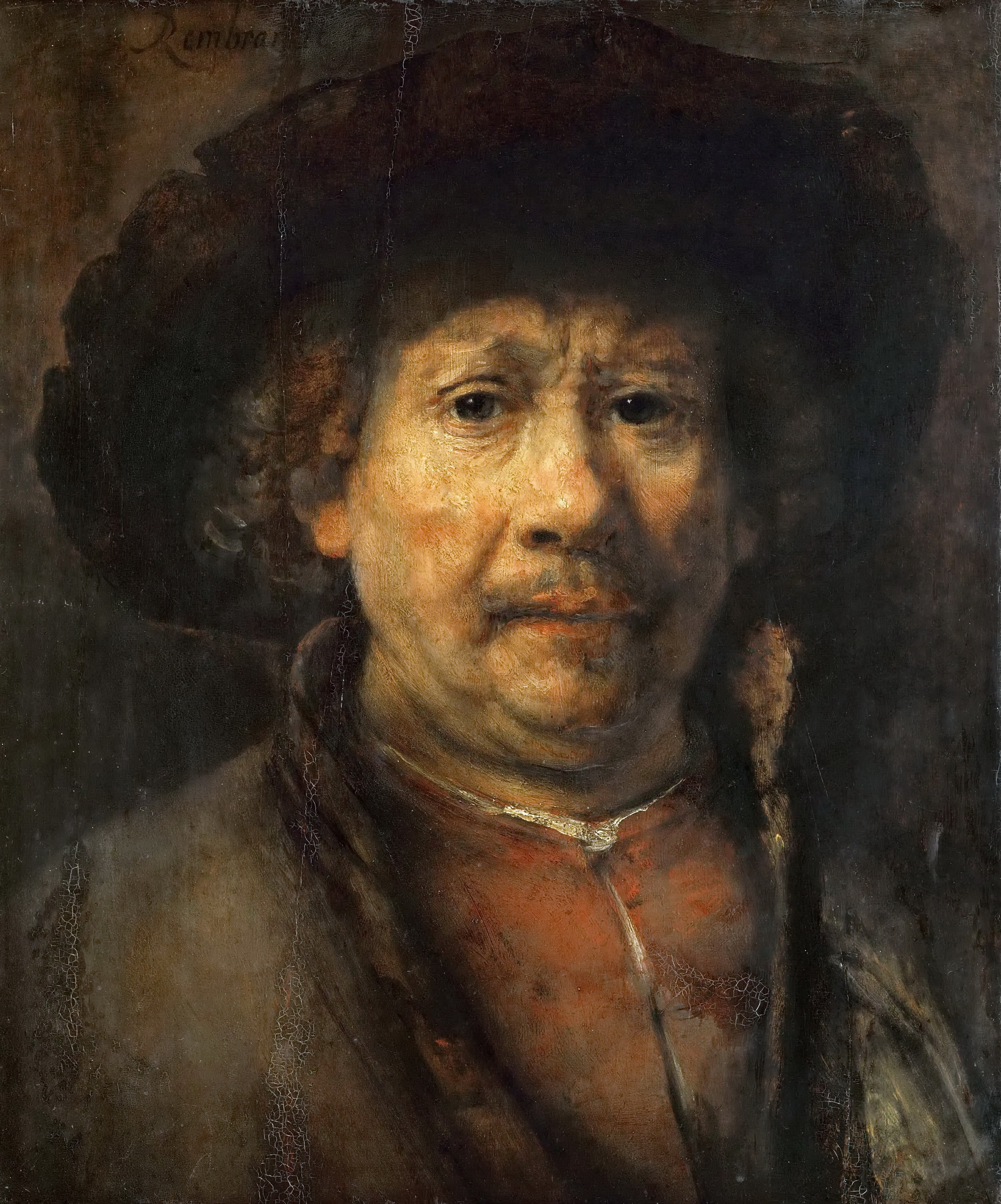
Rembrandt

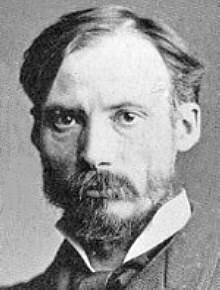
Auguste Renoir

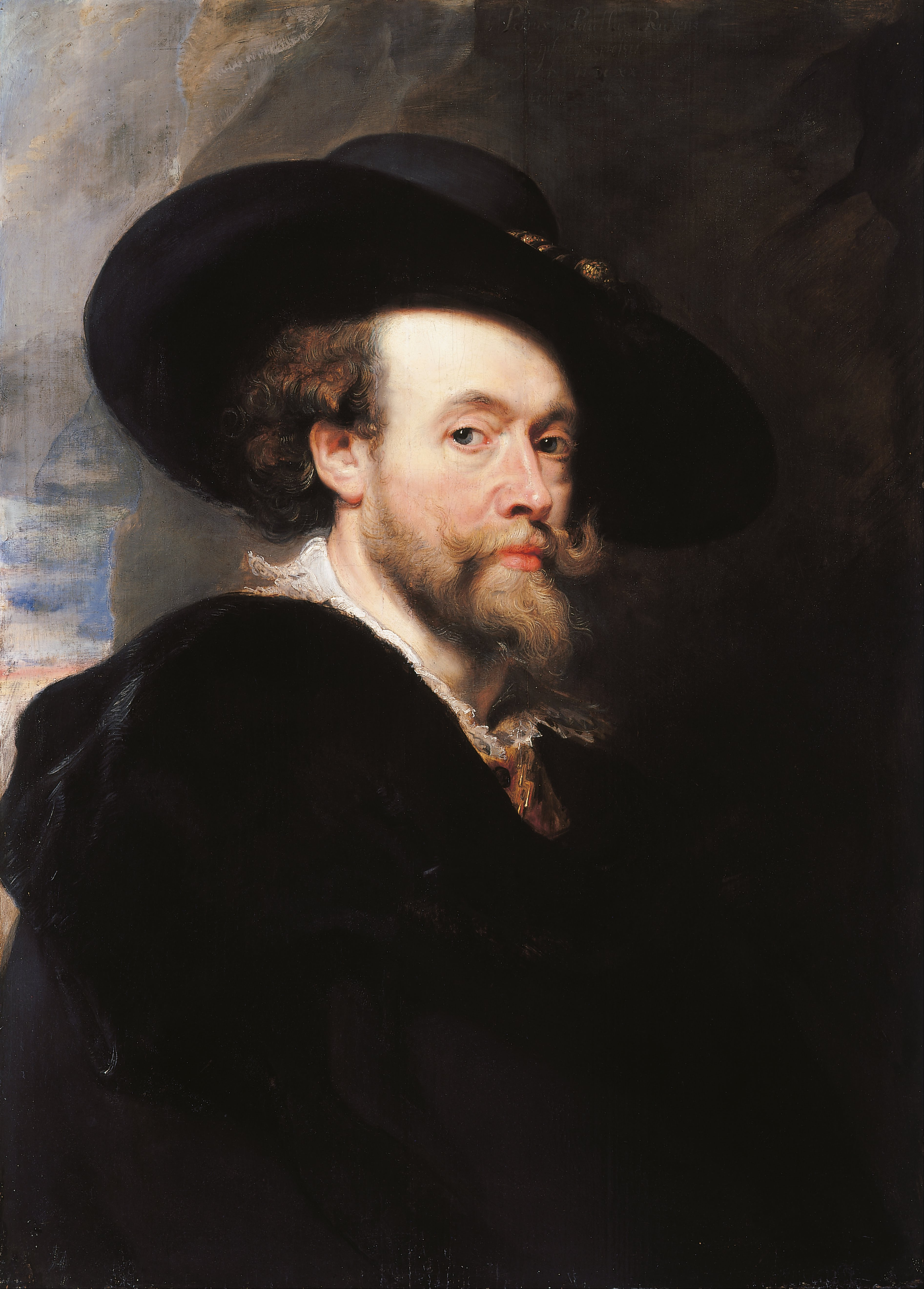
Rubens

- Edward Willis Redfield, (1869–1965)
- Tommaso Redi, (1665–1726)
- Odilon Redon, (1840–1916)
- Pierre-Joseph Redoute, (1759–1840)
- Václav Vavřinec Reiner, (1689–1743)
- Rembrandt Harmenszoon Van Rijn, (1606–1669)
- Guido Reni, (1575–1642)
- Auguste Renoir, (1841–1919)
- Ilja Jefimovič Repin, (1844–1930)
- Jean Restout, (1692–1768)
- Joshua Reynolds, (1723–1792)
- Hyacinthe Rigaud, (1659–1743)
- Gerhard Richter, (* 1932)
- Bridget Riley, (* 1931)
- Jean-Paul Riopelle, (1923–2002)
- Diego Rivera, (1886–1957)
- Larry Rivers, (1923–2002)
- Elizabeth B. Robinson, (1832–1897)
- Norman Rockwell, (1894–1978)
- Henryk Rodakowski, (1823–1894)
- Alexandr Rodčenko, (1891–1956)
- Christian Rohlfs, (1849–1938)
- Osvaldo Romberg, (* 1938)
- George Romney, (1734–1802)
- Anton Rooskens, (1906–1976)
- Jan Henryk Rosen, (1891–1982)
- Ferdinand Runk, (1764–1834)
- Alexander Roslin, (1718–1798)
- Dante Gabriel Rossetti, (1828–1882)
- Mark Rothko, (1903–1970)
- Georges Rouault, (1871–1958)
- Henri Rousseau, (1844–1910)
- Théodore Rousseau, (1812–1867)
- Luis Royo, (* 1945)
- Peter Paul Rubens, (1577–1640)
- Andrej Rublev, (1360–1430)
- Hanna Rudzka-Cybisowa, (1897–1988)
- Jacob van Ruisdael, (1628 nebo 1629–1682)
- Phillip Otto Runge, (1777–1810)
- Robert Russ, (1847–1922)
- Charles Marion Russell, (1864–1926)
- Jan Rustem, (1762–1835)
- Ferdynand Ruszczyc, (1870–1936)
- Rachel Ruysch, (1664–1750)
- Tadeusz Rybkowski, (1848–1926)
- Czeslaw Rzepinski, (1905–1995)

## S
- Betye Saar, (* 1929)
- Joseph Ignatz Sadler, (1725–1767)

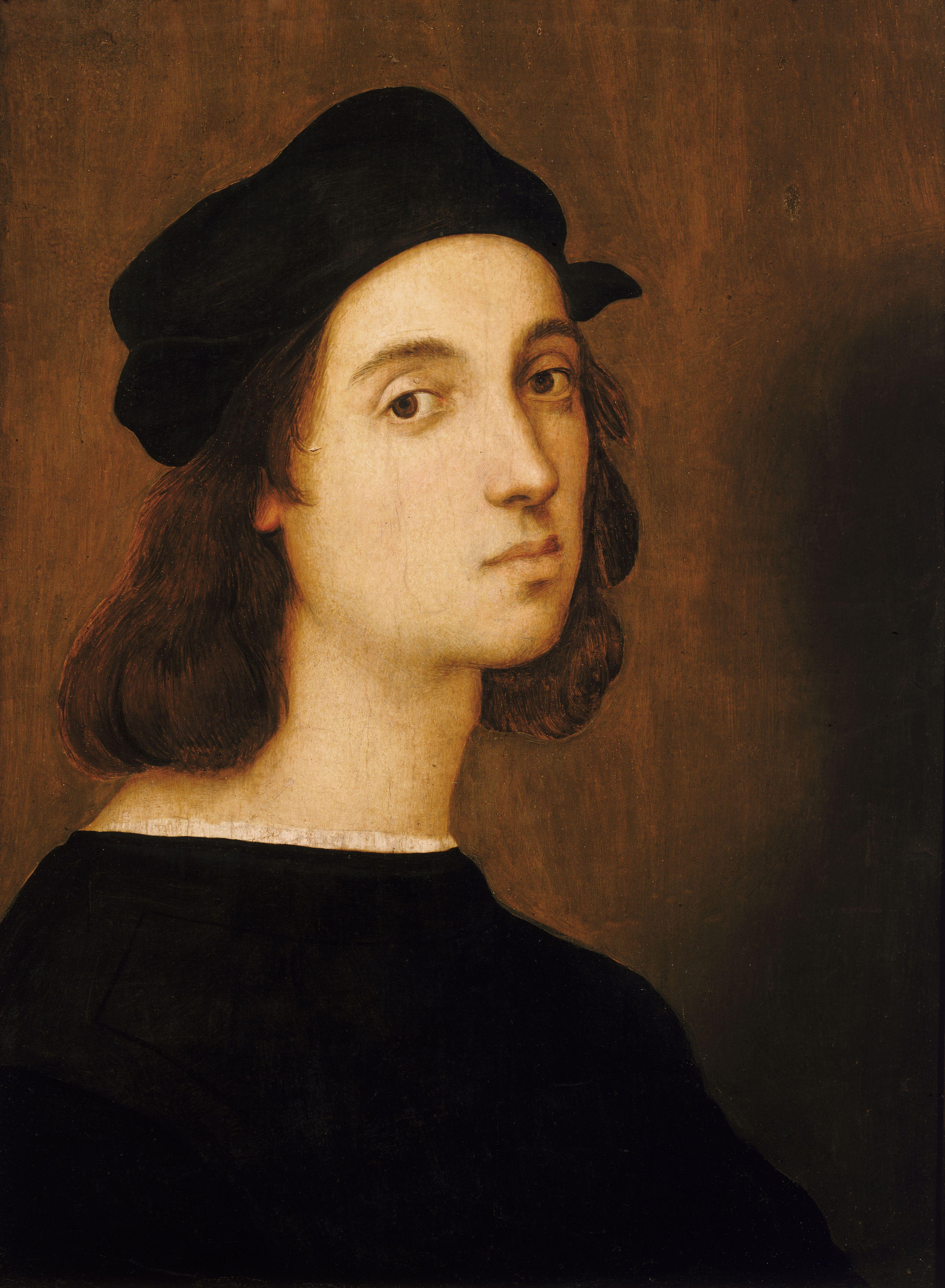
Raffael Santi

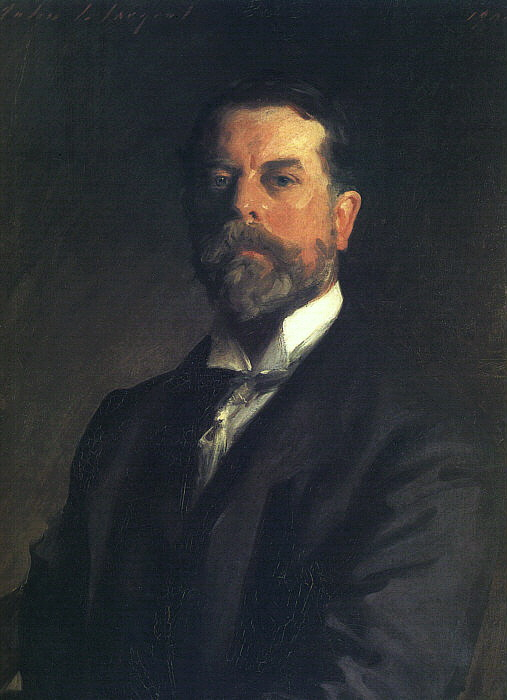
Jihn Singer Sargent

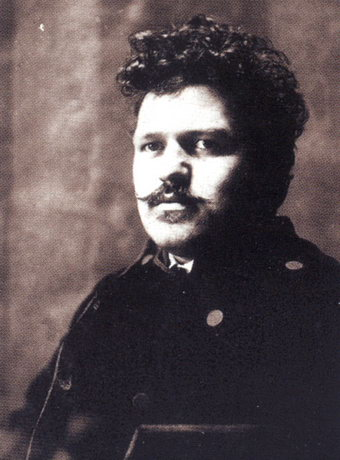
Antonín Slavíček

- Pieter Jansz Saenredam, (1597–1665)
- Artur Nacht-Samborski, (1898–1974)
- Stanislaw Samostrzelnik, (1480–1541)
- Raffael Santi, (1483–1520)
- John Singer Sargent, (1856–1925)
- Andrea del Sarto, (1487–1531)
- Raymond Saunders, (* 1934)
- Antonio Saura (1930–1998)
- Jan Sawka, (* 1945)
- Gottlieb Schick, (1776–1812)
- Egon Schiele, (1890–1918)
- Rudolf Schlichter, (1890–1955)
- George Schmidt, (* 1944)
- Karl Schmidt-Rottluff, (1884–1976)
- Martin Schoninck
- P. A. Schou, (1844–1914)
- Karl Schrag, (1912–1995)
- Daniel Schultz, (okolo 1615–1683)
- Cornelis Schut III, (okolo 1629–1685)
- Kurt Schwitters, (1887–1948)
- William Edouard Scott, (1884–1964)
- Charles Sebree, (1914–1985)
- Otakar Sedloň, (1885–1973)
- Richard Sedloň, (1900–1991)
- Maksim Sedej, (1909–1974)
- Olaf Carl Seltzer, (1877–1957)
- Jacek Sempolinski, (* 1927)
- Valentin Aleksandrovich Serov, (1865–1911)
- Georges Seurat, (1859–1891)
- Gino Severini, (1883–1966)
- Joseph Severn, (1793–1879)
- Kazimierz Sichulski, (1879–1942)
- Walter Sickert, (1860–1942)
- Zygmunt Sidorowicz, (1846–1881)
- Henryk Siemiradzki, (1843–1902)
- Paul Signac, (1863–1935)
- Hugo Simberg, (1873–1917)
- Jozef Simmler, (1823–1868)
- Enrique Simonet, (1866–1927)
- David Alfaro Siqueiros, (1896–1974)
- František Skála, (* 1956)
- Joakim Skovgaard, (1856–1933)
- Niels Skovgaard, (1858–1938)
- Antonín Slavíček, (1870–1910)
- Ludomir Slendzinski, (1889–1980)
- Josef Slepička, (* 1915)
- Wladyslaw Slewinski, (1854–1918)
- Harald Slott-Moller, (1864–1937)
- Frank E. Smith, (* 1935)
- Matthew Smith, (1879–1959)
- Hinko Smrekar, (1883–1942)
- Franciszek Smuglewicz, (1745–1807)
- Sylvia Snowden, (* 1942)
- Marek Sobczyk, (* 1955)
- Leszek Sobocki, (* 1934)
- Anton Solomoukha, (* 1945)
- Jens Søndergaard, (1895–1957)
- Camille Souter, (* 1929)
- Chaim Soutine, (1894–1944)
- Litsa Spathi, (* 1958)
- Nicolas de Staël, (1914–1955)
- Lojze Spacal, (1907–2000)
- Austin Osman Spare, (1886–1956)
- Niles Spencer, (1883–1952)
- Carl Spitzweg, (1808–1885)
- Eugenio Spreafico, (1856–1919)
- Carl Sprinchron, (1887–1971)
- Jan Spychalski, (1893–1946)
- Kazimierz Stabrowski, (1869–1929)
- Jerzy Stajuda, (1936–1992)
- Jan Stanislawski, (1860–1907)
- Wojciech Korneli Stattler, (1800–1875)
- Henryk Stazewski, (1894–1988)
- Andrzej Stech, (1635–1697)
- Jan Steen, (1626–1679)
- Kajetan Stefanowicz, (1876–1920)
- Hannes Steinert, (* 1954)
- Eduard von Steinle, (1810–1886)
- Théophile Alexandre Steinlen, (1859–1923)
- Frank Stella, (* 1936)
- Matej Sternen, (1870–1949)
- Clyfford Still, (1904–1980)
- Stan Stokes, (* 1950)
- Robert Strange, (1721–1792)
- Arthur Streeton, (1867–1943)
- Bartlomiej Strobel, (1591–1650)
- Drew Struzan, (* 1947)
- Zofia Stryjenska, (1894–1976)
- Władysław Strzemiński, (1893–1952)
- Gilbert Stuart, (1755–1828)
- George Stubbs, (1724–1806)
- Gabrijel Stupica, (1913–1990)
- January Suchodolski, (1797–1875)
- Sergei Svatčenko (* 1952)
- Henryk Szczyglinski, (1881–1944)
- Jozef Szermentowski, (1833–1876)
- Jerzy Eleuter Szymonowicz-Siemiginowski, (okolo 1660–1711)

## Š
- Jiří Šalamoun, (* 1935)

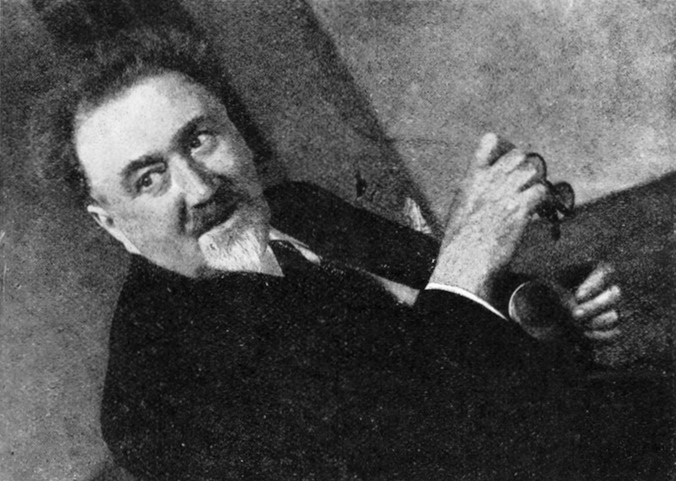
Max Švabinský

- Livij Stěpanovič Ščipačov, (1926–2001)
- Josef Šíma, (1891–1971)
- Tavík František Šimon, (1854–1924)
- Václav Špála, (1885–1946)
- Ľudovít Štrompach, (* 1923
- Magdaléna Štrompachová, (1919–1988)
- Jindřich Štyrský, (1899–1942)
- Max Švabinský, (1873–1962)
- Eva Švankmajerová, (1940–2005)

## T
- Reuben Tam, (1916–1991)
- Nao Tanabe, (* 1972)
- Henry O. Tanner, (1859–1937)
- Antoni Tàpies, (1923–2012)

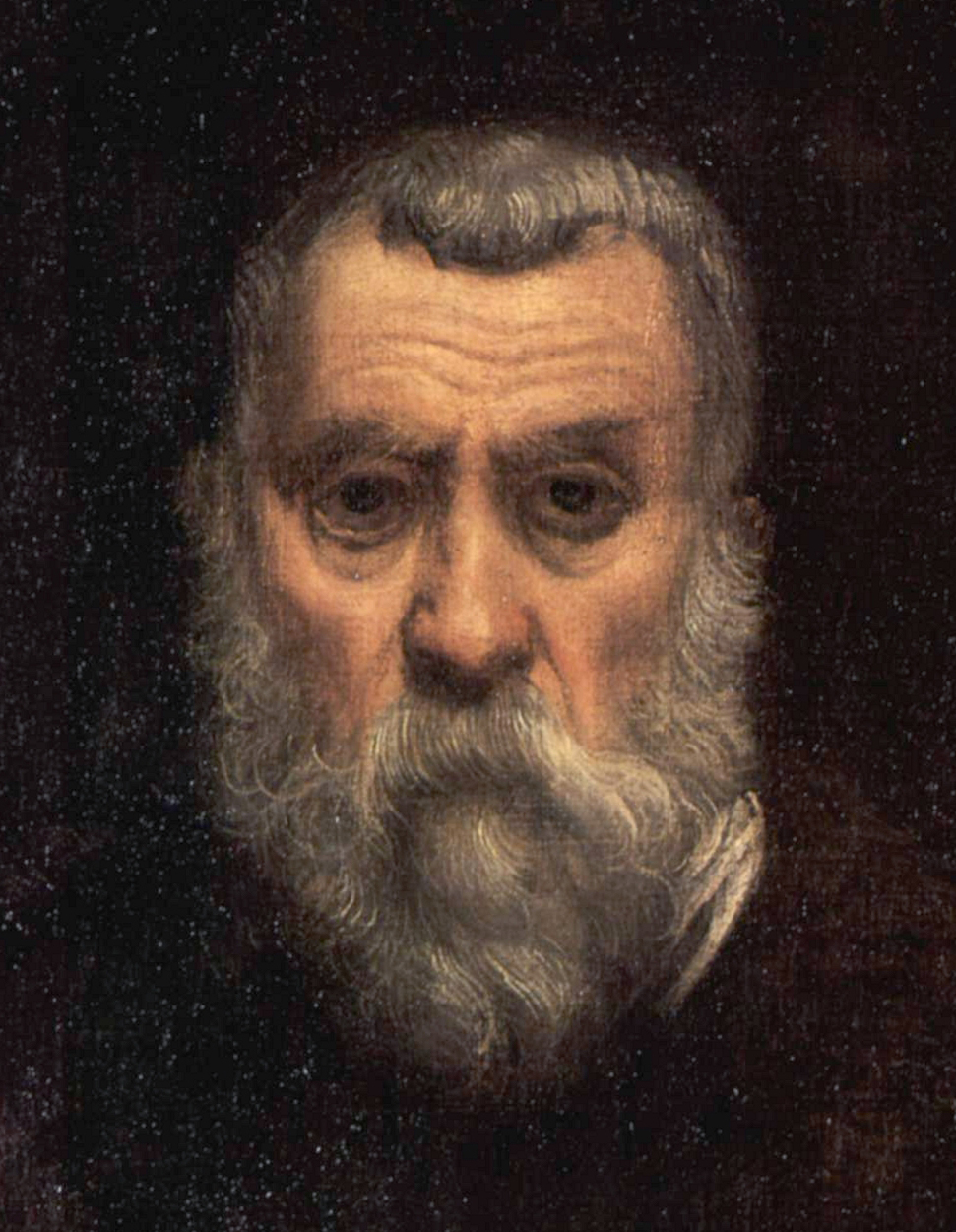
Tintoretto

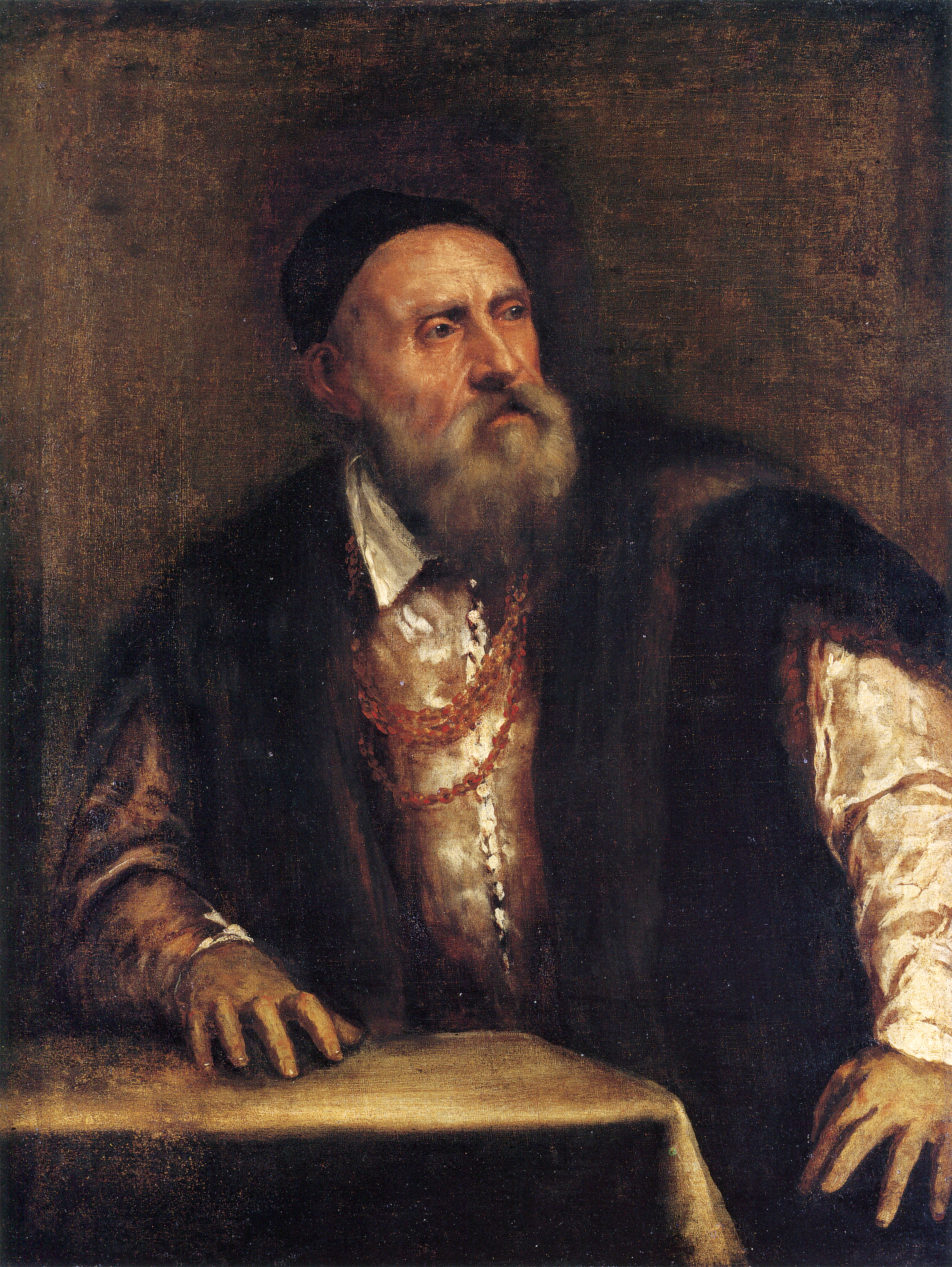
Tizian

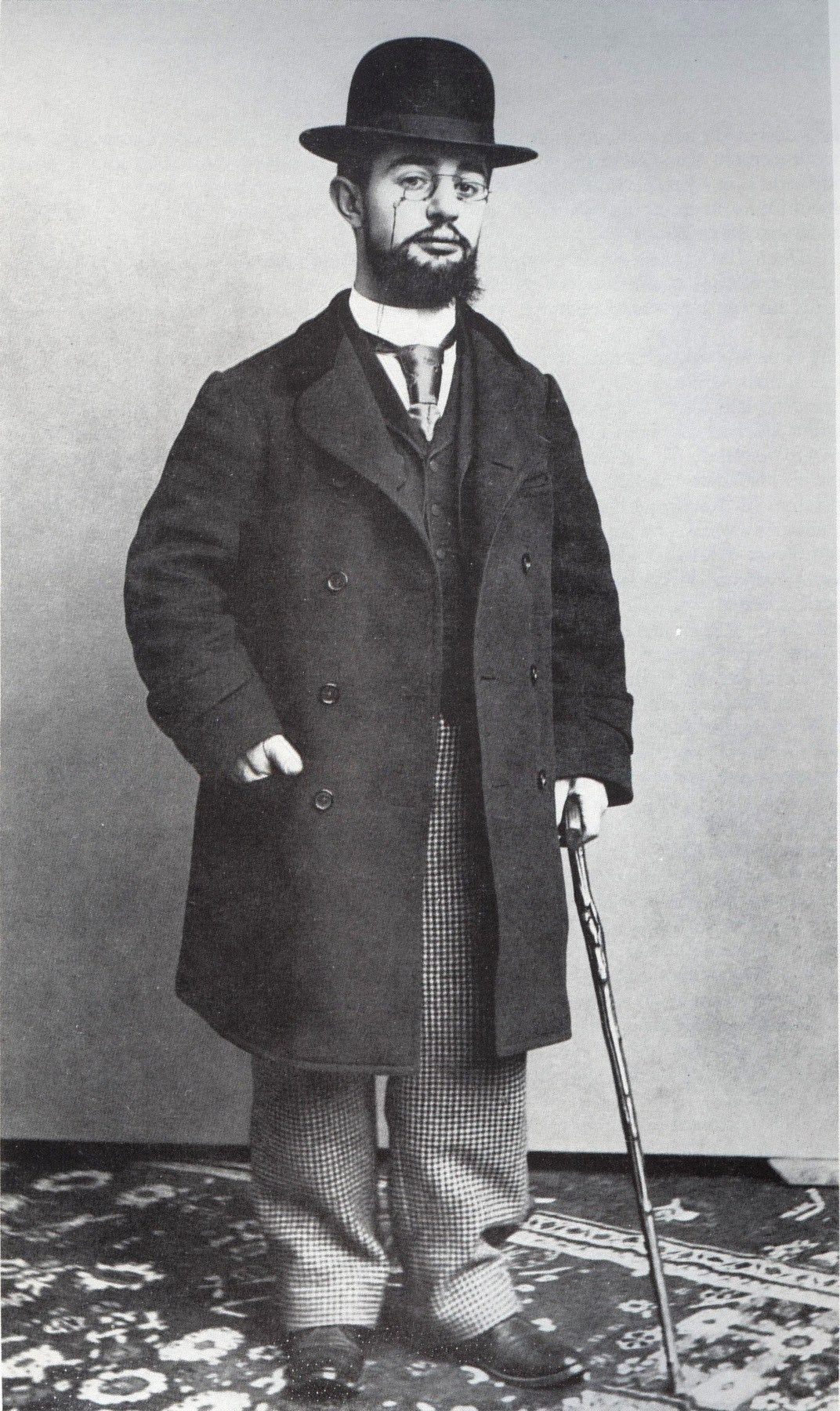
Toulouse-Lautrec

- Edmund Charles Tarbell, (1862–1928)
- Tomasz Tatarczyk, (* 1947)
- David Teniers III, (1638–1685)
- Hendrick Terbrugghen, (1588–1629)
- Pietro Testa, (1617–1650)
- Wlodzimierz Tetmajer, (1861–1923)
- Ellen Thesleff, (1869–1954)
- Jan Theuninck, (* 1954)
- Alma Thomas, (1894–1978)
- Edward H. Thompson, (1879–1949)
- Robert Thompson, (1936–1966)
- Tom Thompson (vlastním jménem Thomas John Tomson), (1877–1917)
- C. Thomsen, (1847–1912)
- William Thon, (1906–2000)
- Giovanni Battista Tiepolo, (1696–1770)
- Walasse Ting, (1929–2010)
- Tintoretto, (1518–1594)
- Jože Tisnikar, (1928–1998)
- James Tissot, (1836–1902)
- Tizian, (Tiziano Vecellio) (1490–1576)
- Mark Tobey, (1890–1976)
- Jozef Tominc, (1790–1866)
- Henri de Toulouse-Lautrec, (1864–1901)
- Toyen, (vlastním jménem Marie Čermínová), (1902–1980)
- Kurt Trampedach, (1943–)
- Fran Tratnik, (1881–1957)
- Bill Traylor, (1854–1947)
- Václav Trefil, (1906–1989))
- Jan Tricius, (?–1692)
- Wincenty Trojanowski, (1859–1928)
- Vasily Andreevich Tropinin, (1776–1857)
- Marjan Tršar, (* 1922)
- Werner Tübke, (1929–2004)
- Cosmé Tura (jiným jménem Cosimo Tura), (c. 1430–1495)
- J. M. W. Turner, (1775–1850)
- Laurits Tuxen, (1853–1927)
- Barbara Tyson-Mosley, (* 1950)

## U
- Raoul Ubac, (1910–1985)
- Paolo Uccello, (1397–1475)
- Fritz von Uhde, (1848–1911)
- Henrik Aarrestad Uldalen, (* 1986)
- William Unger, (1837–1932)
- Michelangelo Unterberger, (1695–1753)
- Maurice Utrillo, (1883–1955)

## V

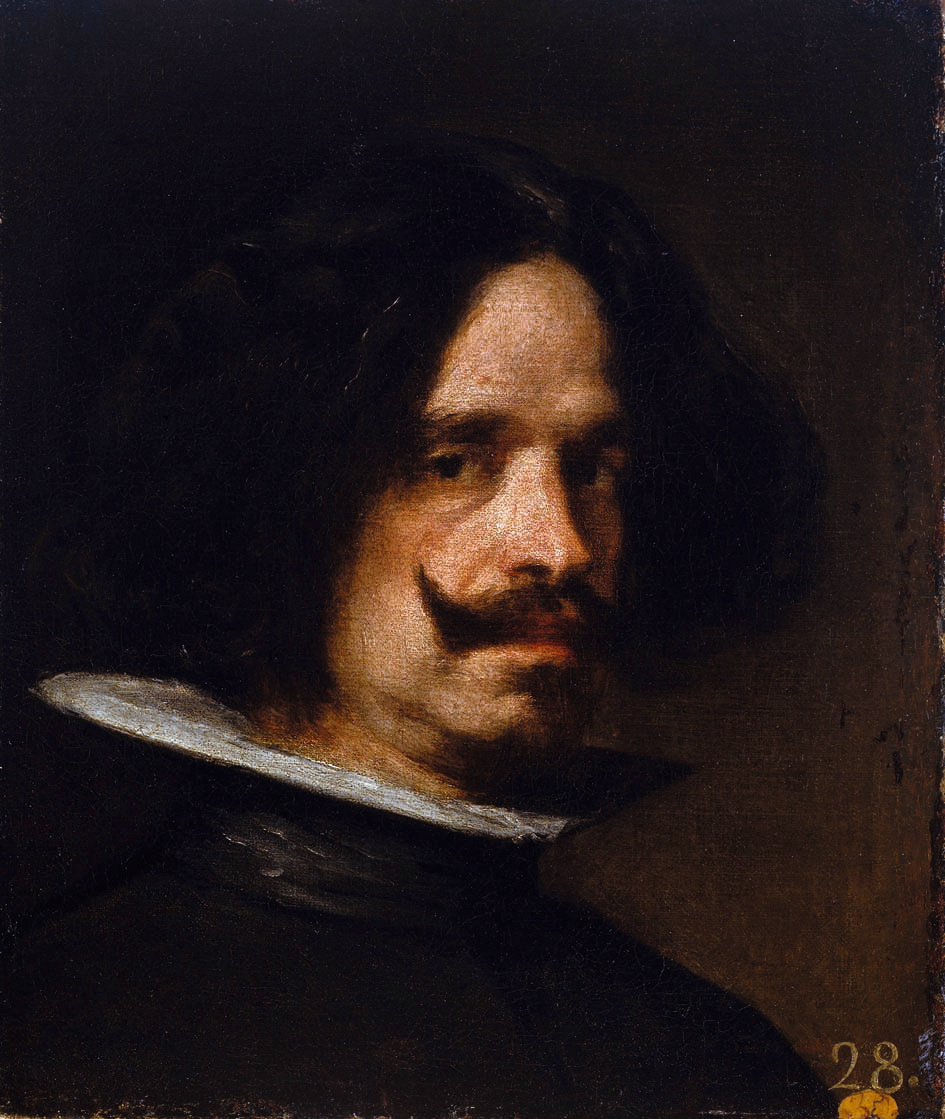
Diego Velazquez

- Pierin Vaga, (1499–1547)
- Josef Váchal, (1884–1969)
- Suzanne Valadon, (1865–1938)
- Jaroslav Valečka, (* 1972)
- Felix Vallotton, (1865–1925)
- Leo Vaniš, (* 1979)
- Leo Vaniš, (1936–2005)
- Henry van de Velde, (1863–1957)
- Vladimír Vašíček, (1919–2003)
- Gee Vaucher, (* 1945)
- Victor Vasarely, (1908–1997)
- Giorgio Vasari, 1511–1574
- Marie Vassilieff, (1884–1957)
- Philipp Veit, (1793–1877)
- Diego Velazquez, (1599–1660)
- Rádža Ravi Varma, (1848–1906)
- Fernand Verhaegen, (1883–1975)
- Jan Vermeer, (1632–1675)
- Wolf Vostell, (1932–1998)

## W
- Raymond Waddey, (* 1938)
- Edward Wadsworth, (1889–1949)
- Zygmunt Waliszewski, (1897–1936)
- Laura Wheeler Waring, (1887–1948)
- Alfred Wallis, (1855–1942)
- Jacek Waltos, (* 1938)
- Wladyslaw Wankie, (1860–1925)
- Walenty Wankowicz, (1799–1842)
- Andy Warhol, (1928–1987)
- Waclaw Wasowicz, (1891–1942)

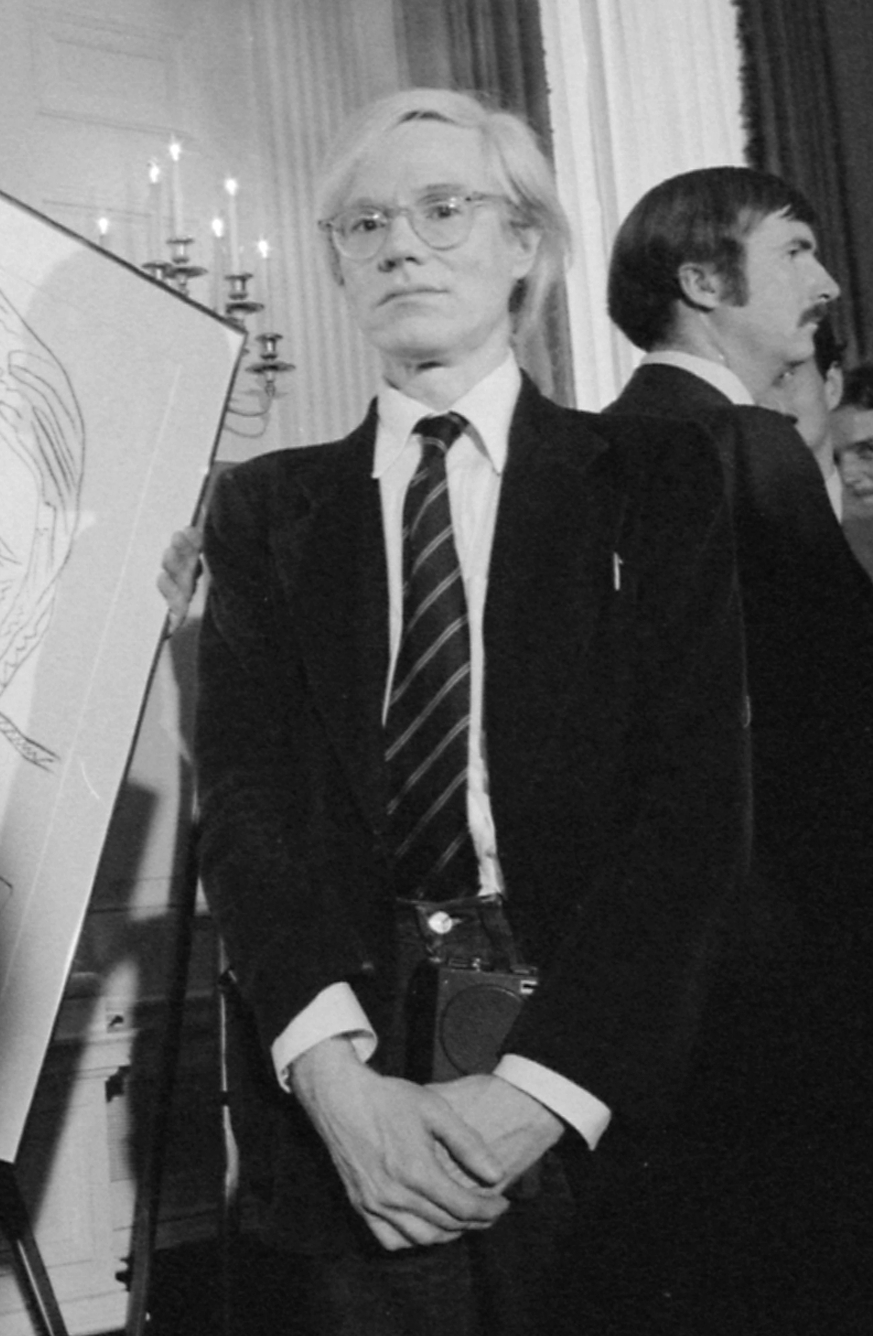
Andy Warhol

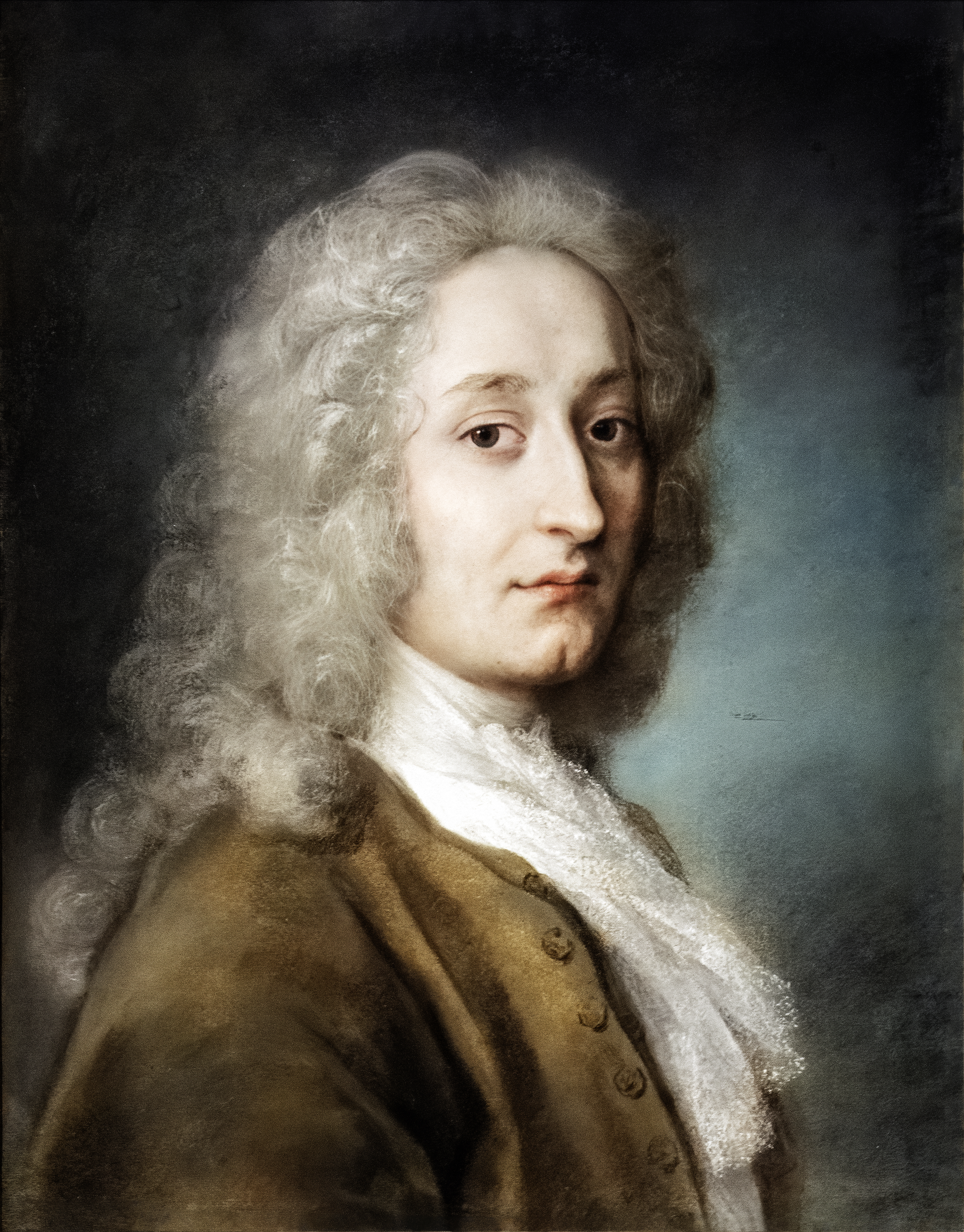
Antoine Watteau

- John William Waterhouse, (1849–1917)
- Antoine Watteau, (1684–1721)
- Czeslaw Wdowiszewski, (1904–1982)
- Carel Victor Morlais Weight, (1908–1997)
- Julian Alden Weir, (1852–1919)
- Annelie Weischer
- Wojciech Weiss, (1875–1950)
- Neil Welliver, (* 1929)
- Pierre Wemaëre, (* 1913)
- Kurt Wenner
- Gina Werfel, (* 1951)
- Adolf-Ulrik Wertmuller, (1751–1811)
- Jakub Wessel, (1710–1780)
- Tom Wesselmann, (1931–2004)
- Benjamin West, (1738–1820)
- Rogier van der Weyden, (1399–1464)
- James Abbott McNeill Whistler, (1834–1904)
- Brett Whitely, (1939–1992
- Svend Wiig-Hansen, (1922–1997)
- David Wilkie, (1785–1841)
- Adolphe Willette, (1857–1926)
- Jens Ferdinand Willumsen, (1863–1958)
- Richard Wilson, (1713–1782)
- Emanuel de Witt, (1616–1692)
- Konrad Winkler, (1882–1962)
- Nancy Wisseman-Widrig, (* 1929)
- Stanislaw Witkiewicz, (1851–1915)
- Stanislaw Ignacy Witkiewicz, (1885–1939)
- Romuald Kamil Witkowski, (1876–1950)
- Conrad Witz, (1410–1446)
- Theo Wolvecamp, (1925–1992)
- David Wojnarowicz, (1954–1992)
- Kazimierz Wojniakowski, (asi 1771–1812)
- Witold Wojtkiewicz, (1879–1909)
- Grant Wood, (1892–1942)
- Charles H. Woodbury, (1864–1940)
- Mabel May Woodward, (1877–1945)
- Michael W. Wooten
- Philips Wouwerman, (1619–1668)
- Joseph Wright, (1734–1797)
- Andrzej Wroblewski, (1927–1957)
- Paul Wunderlich, (* 1927)
- Leon Wyczolkowski, (1852–1936)
- Jan Wydra, (1902–1937)
- Andrew Wyeth, (1917–2009)
- Jamie Wyeth, (* 1946)
- N.C. Wyeth, (1882–1945)
- Stanislaw Wyspianski, (1869–1907)

## X
- Ettore Ximenes, (1855–1919)

## Y
- Jack Butler Yeats, (1871–1957)
- Joseph Yoakum, (1886–1972)

## Z
- Ossip Zadkine, (1890–1967)
- Christian Zahrtmann, (1843–1917)
- Eugeniusz Zak, (1884–1926)
- Marcin Zaleski, (1796–1877)
- Jan Zamoyski, (1901–1986)
- Jaromír Zápal, (1923–1984)
- Franciszek Zmurko, (1858 nebo 1859–1910)
- Johann Zoffany, (1733–1810)
- Marguertie Zorach, (1887–1968)
- William Zorach, (1887–1966)
- Anders Zorn, (1860–1920)
- Jan Zrzavý, (1890–1977)
- Francesco Zuccarelli, (1702–1788)
- Federigo Zuccari, (1543–1609)
- Ignacio Zuloaga, (1870–1945)
- Francisco de Zurbaran, (1598–1644)

## Ž
- František Ženíšek, (1849–1916)